# 弗朗切斯科·阿耶兹
弗朗切斯科·阿耶兹（義大利語：Francesco Hayez，發音：[franˈtʃesko ˈaːjets]；1791年2月10日—1882年2月12日），是一位意大利画家。他被认为是米兰19世纪中期浪漫主义的主要艺术家之一，并以其宏伟的歷史畫、政治寓言和肖像画而闻名。

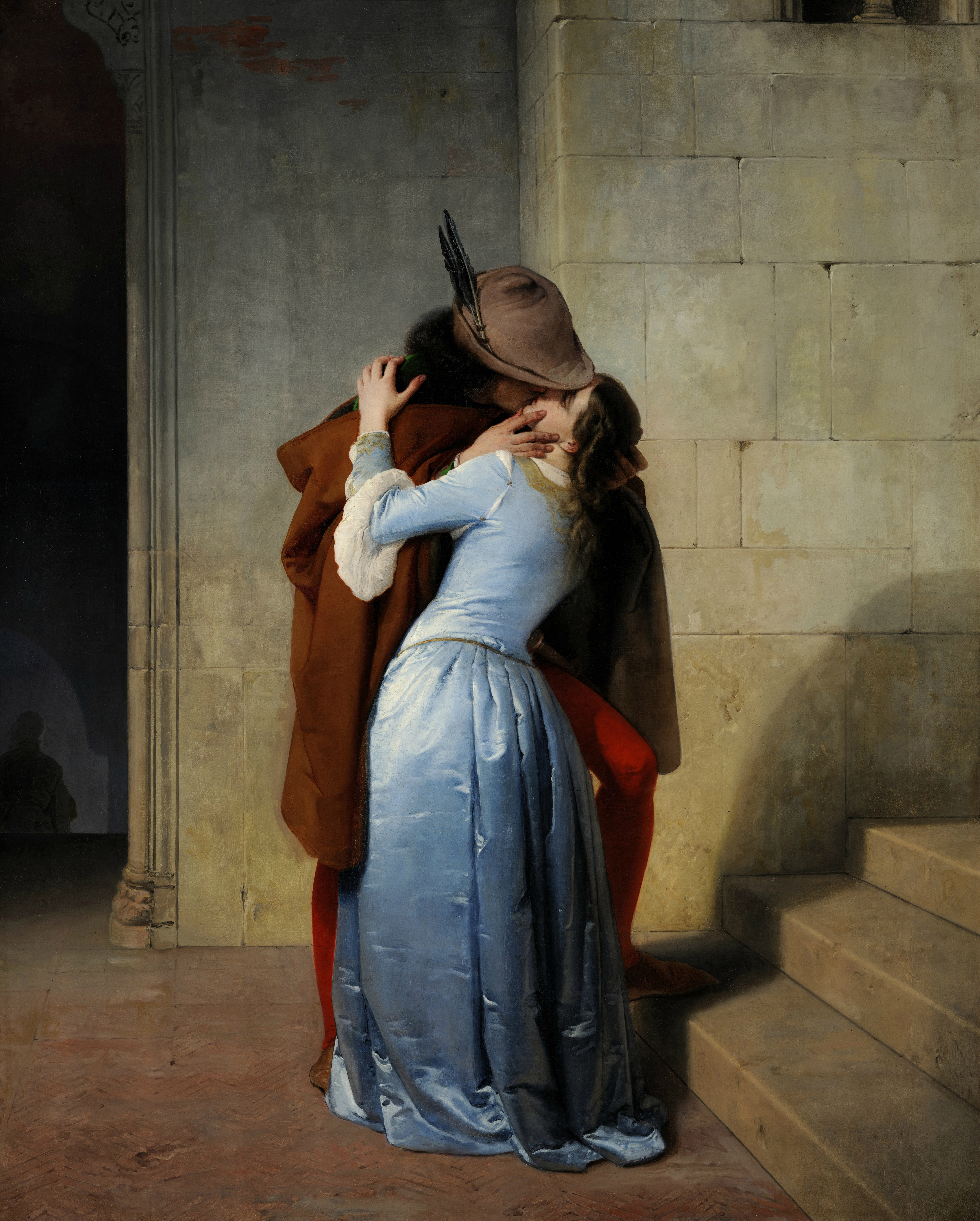
弗朗切斯科·阿耶兹：吻 (1859年)

## 生平
弗朗切斯科·阿耶兹來自威尼斯的一個貧窮家庭。他的父親有法國血統，母親來自穆拉諾島。弗朗西斯科是五個孩子中最小的一個，由他的姑姑和姑姑的丈夫帶大，姑姑是一位富有船東和藝術收藏家的妻子。由於弗朗西斯科從小就表現出繪畫天賦，他的叔叔將他收為藝術修復師的學徒。弗朗西斯科後來成為畫家弗朗西斯科·馬喬託 (Francesco Maggiotto)的學生，在那裡學習了三年。 1806年，他進入新改組的威尼斯美术学院學習繪畫課程，師從特奧多羅·馬蒂尼 (Teodoro Matteini)。1809年，他在學院美術館 (威尼斯)舉辦的比賽中獲勝，並因此前往羅馬的圣路加学院（Accademia di San Luca）學習一年。 弗朗切斯科在羅馬一直待到1814年，之後他移居那不勒斯，受後來成為那不勒斯國王的若阿尚·缪拉 (Joaquin Murat) 委託，創作了《阿尔喀诺俄斯宫中的奥德修斯》 (Ulysses in the Court of Alcinous)；在1830年代中期，他曾參加米蘭的沙龍；1850年，他被任命為米蘭布雷拉画廊館長。
對弗朗切斯科·阿耶兹的評估很困難，因為他沒有在作品上簽名或註明日期。 此外，他經常繪畫相同的構圖，有些幾乎沒有差異。 他早期的作品顯示出多米尼克·安格爾 (Dominique Angle) 和拿撒勒運動 (Nazarene School) 的影響。 他後期的作品則顯示出回歸古典的傾向。

## 圖庫

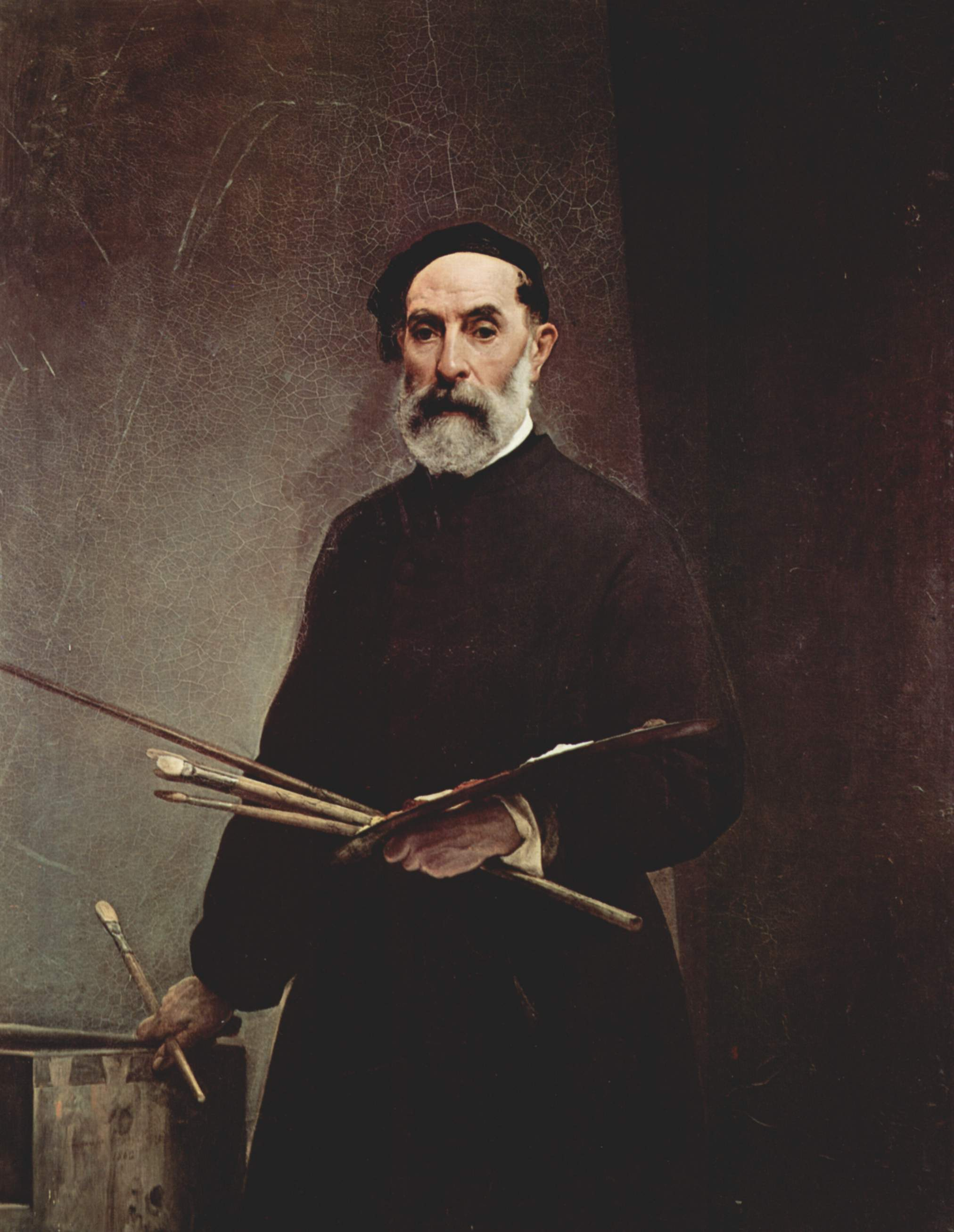
71岁自画像
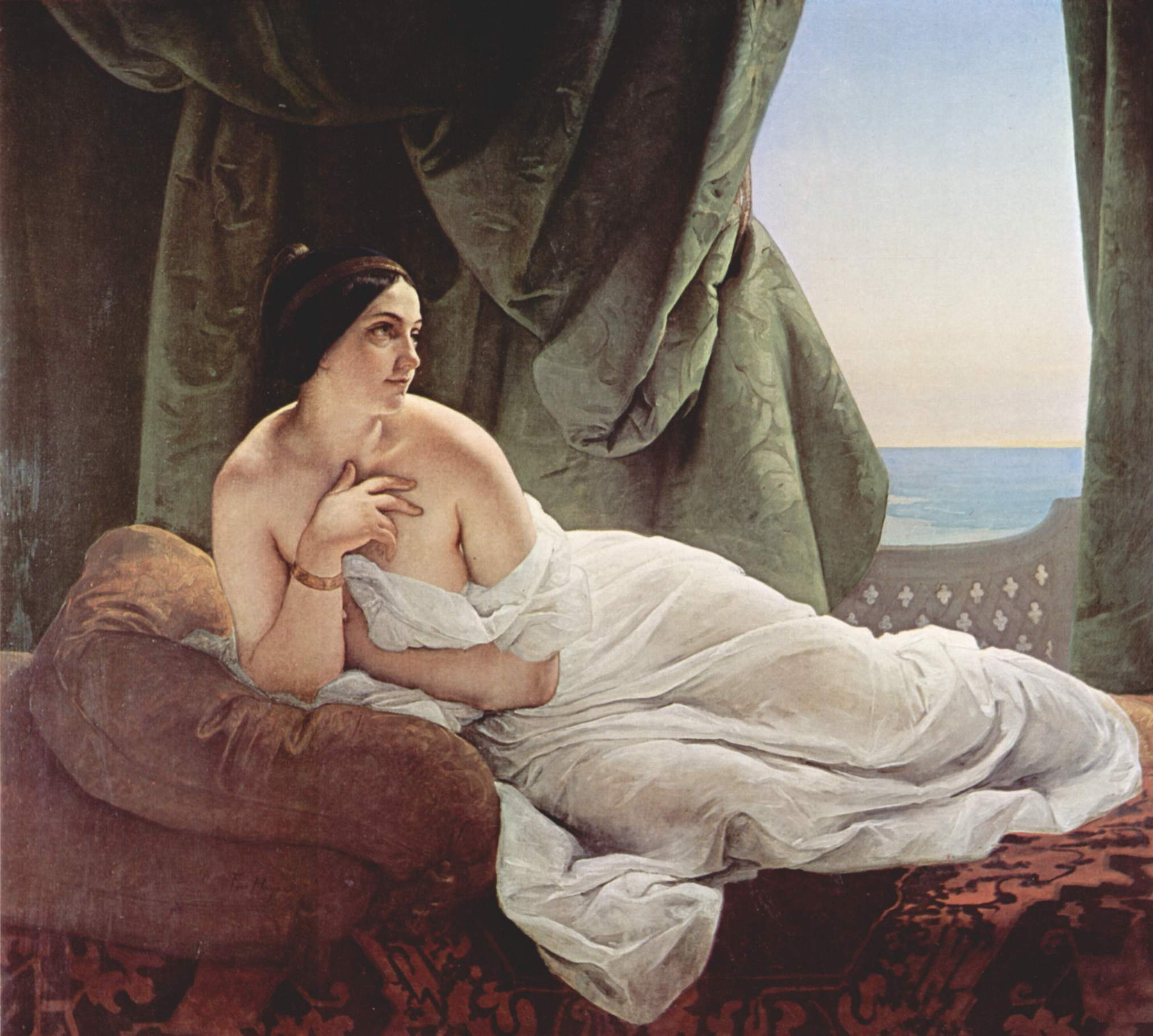
斜倚宮女（1839）
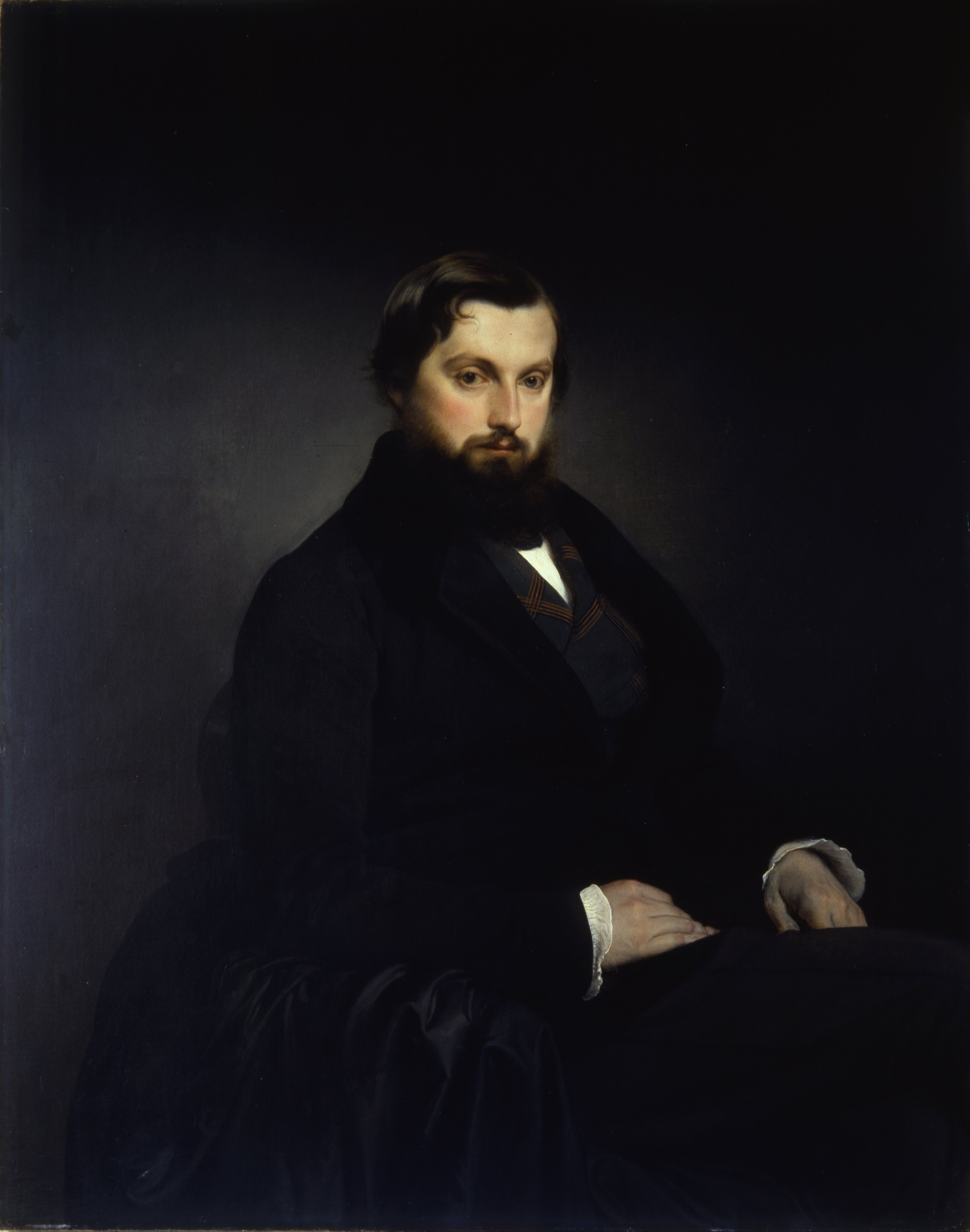
吉安·賈科莫·波爾迪·佩佐利的肖像
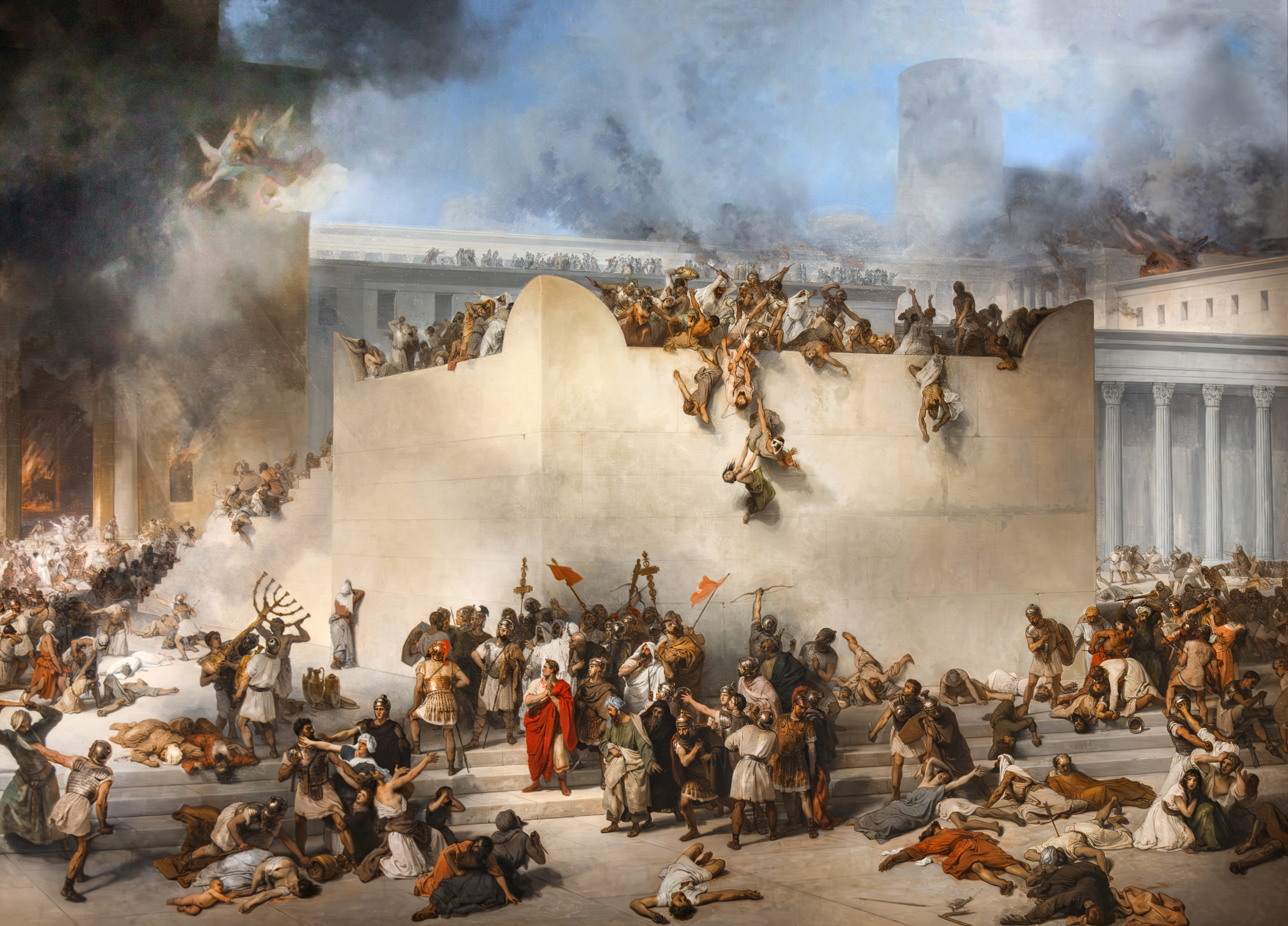
耶路撒冷聖殿被毀（1867年）
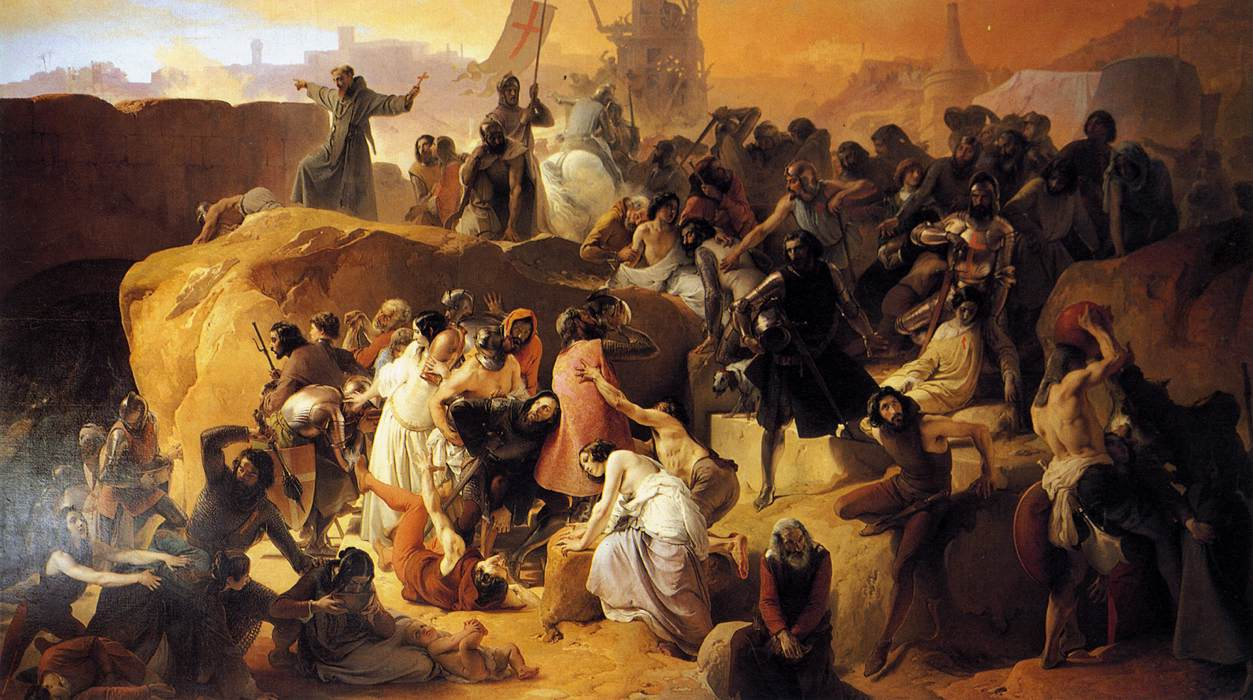
十字軍在耶路撒冷附近飢渴（1836-1850）
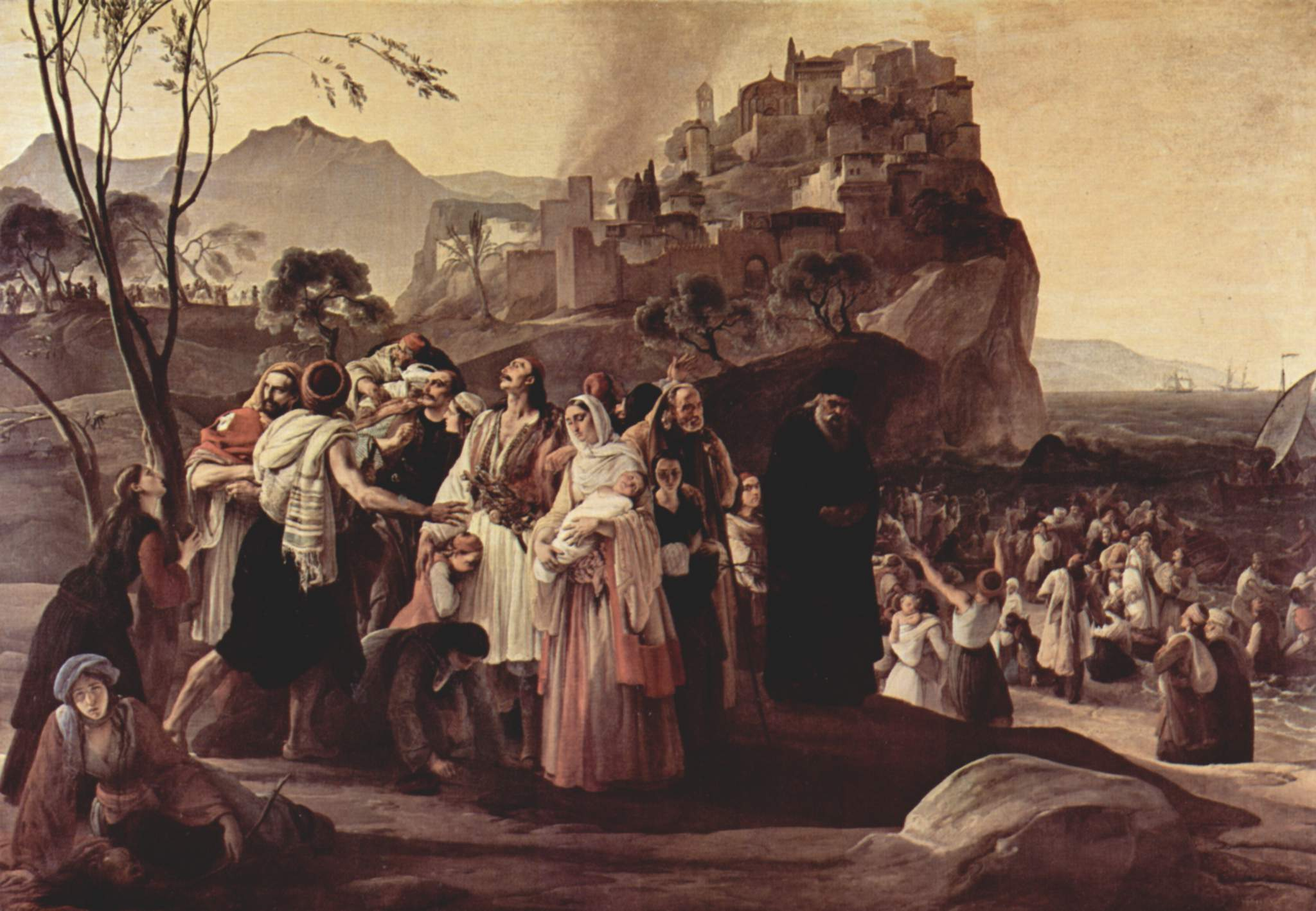
帕爾加的難民（1831）
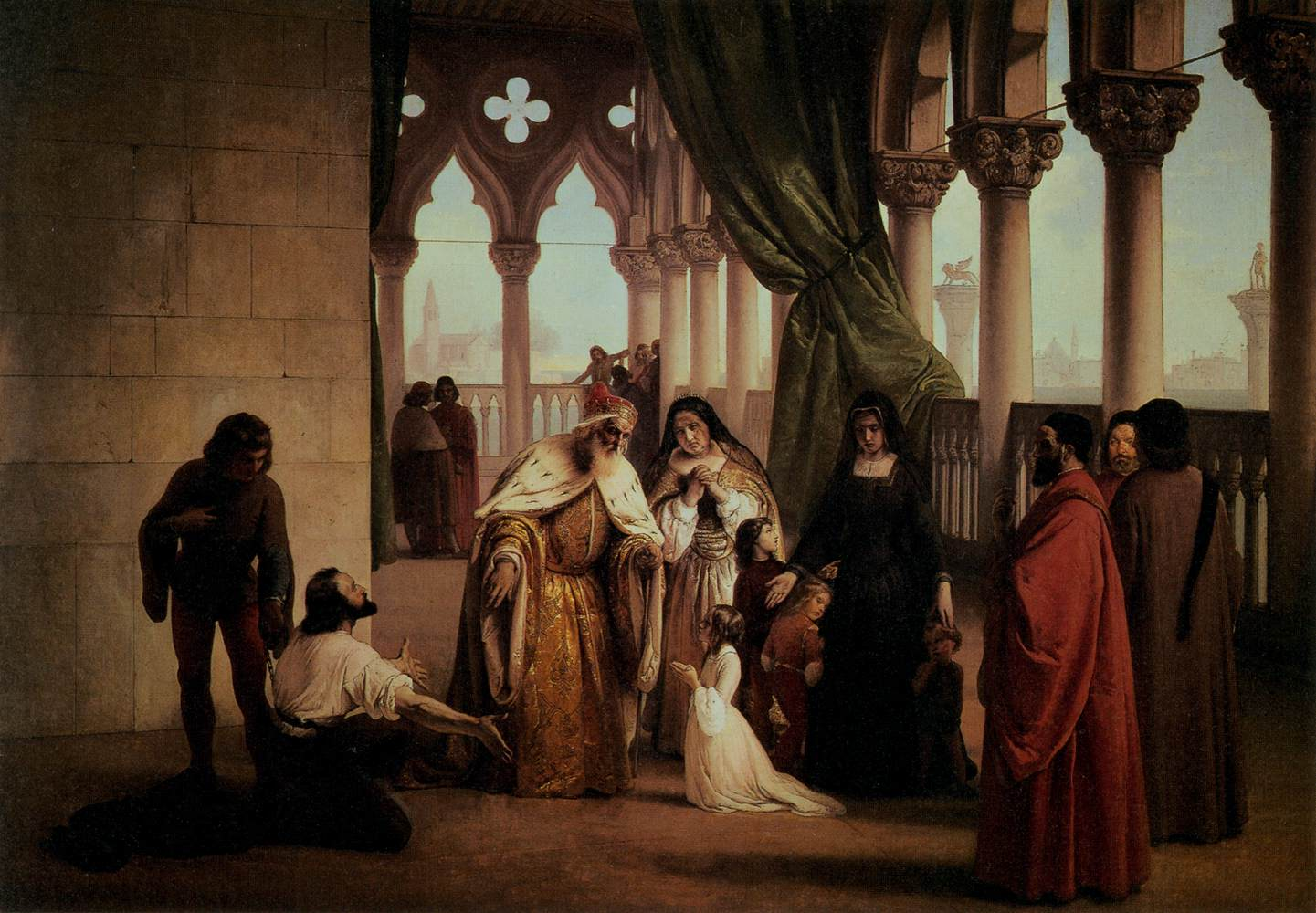
拜倫戲劇「兩個福斯卡里」的場景（安東尼奧·貝爾諾基家族收藏，現藏於卡里普洛基金會博物館）
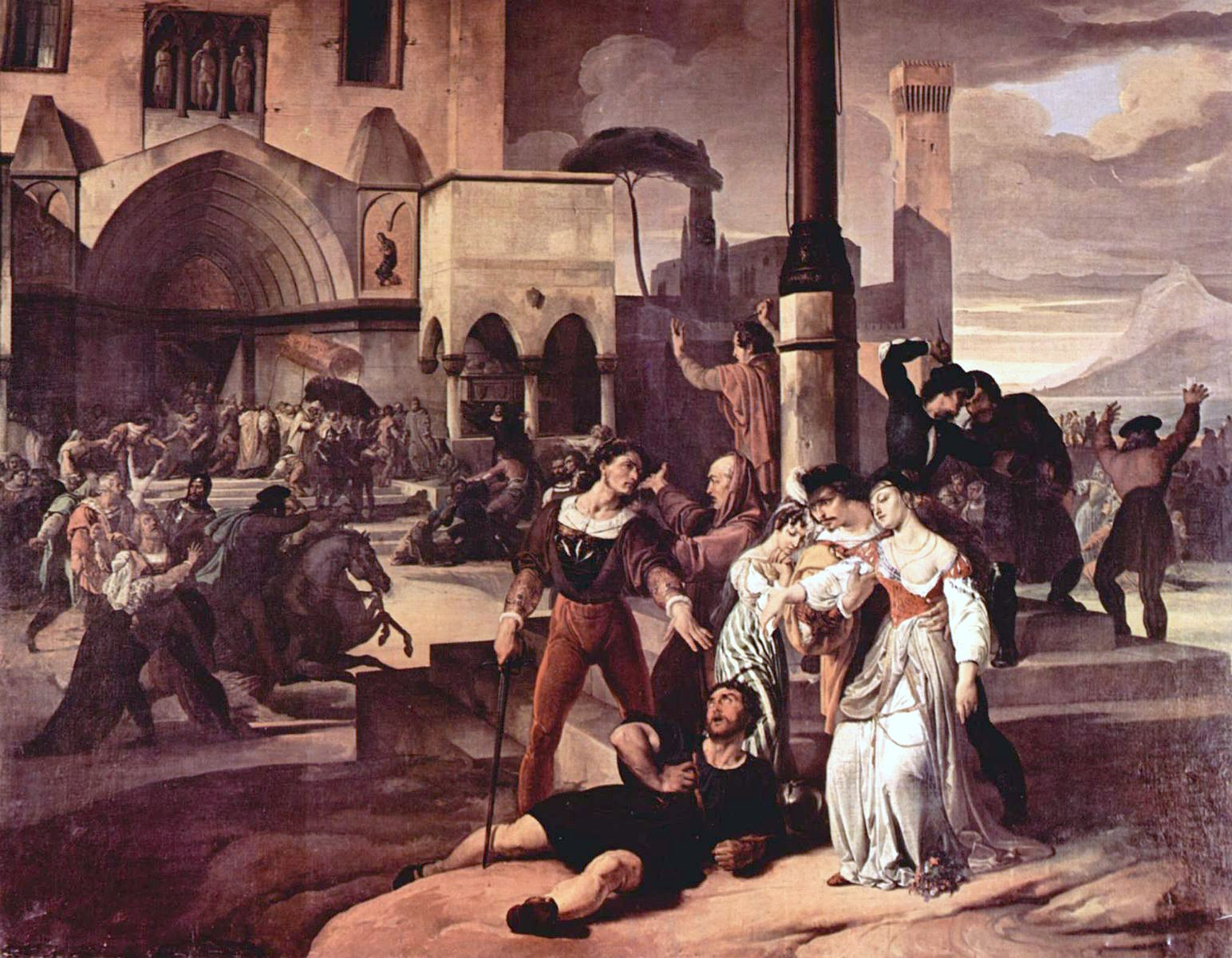
西西里晚禱場景1（1821–22）
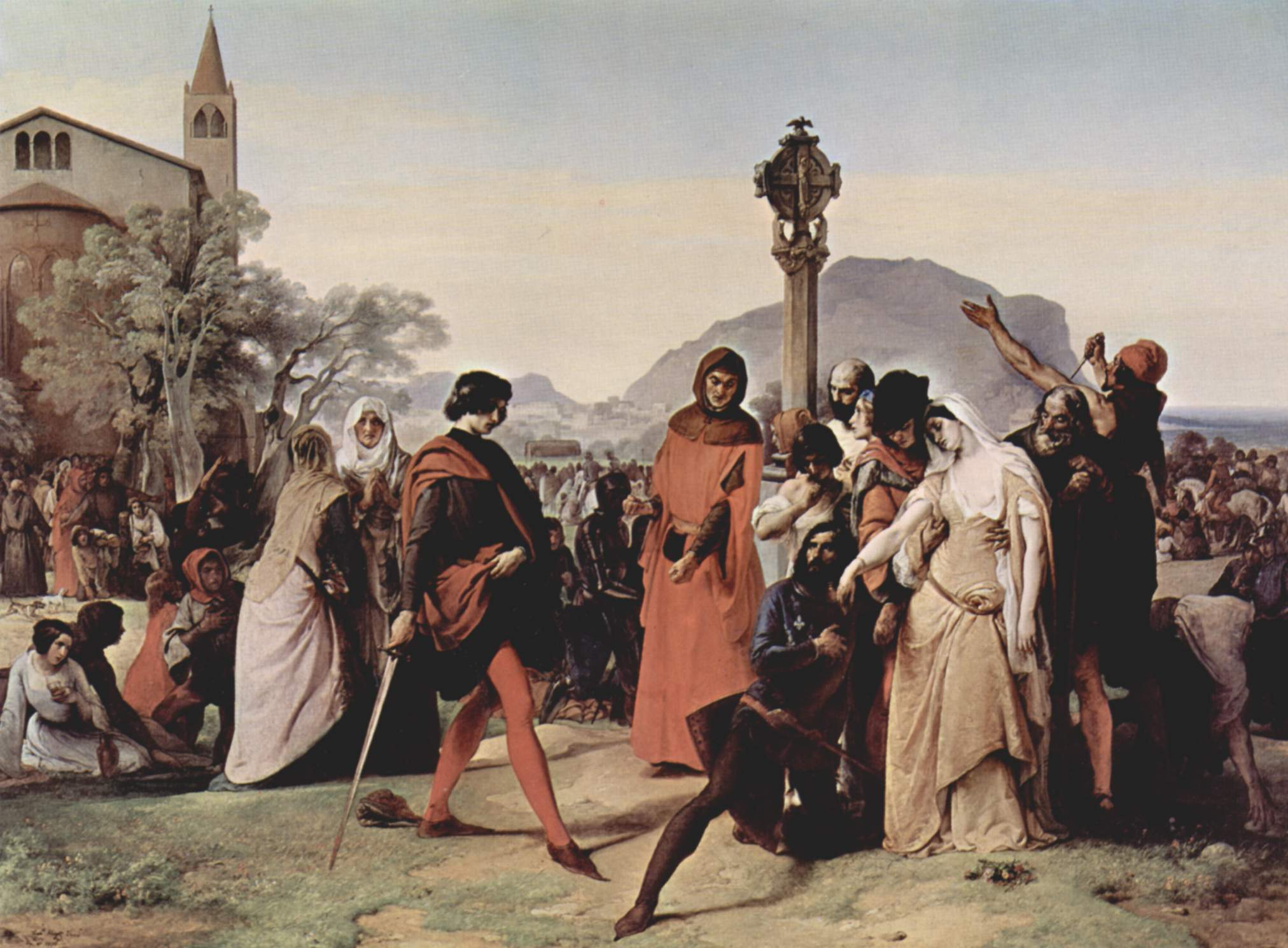
西西里晚禱場景3（1821–22）
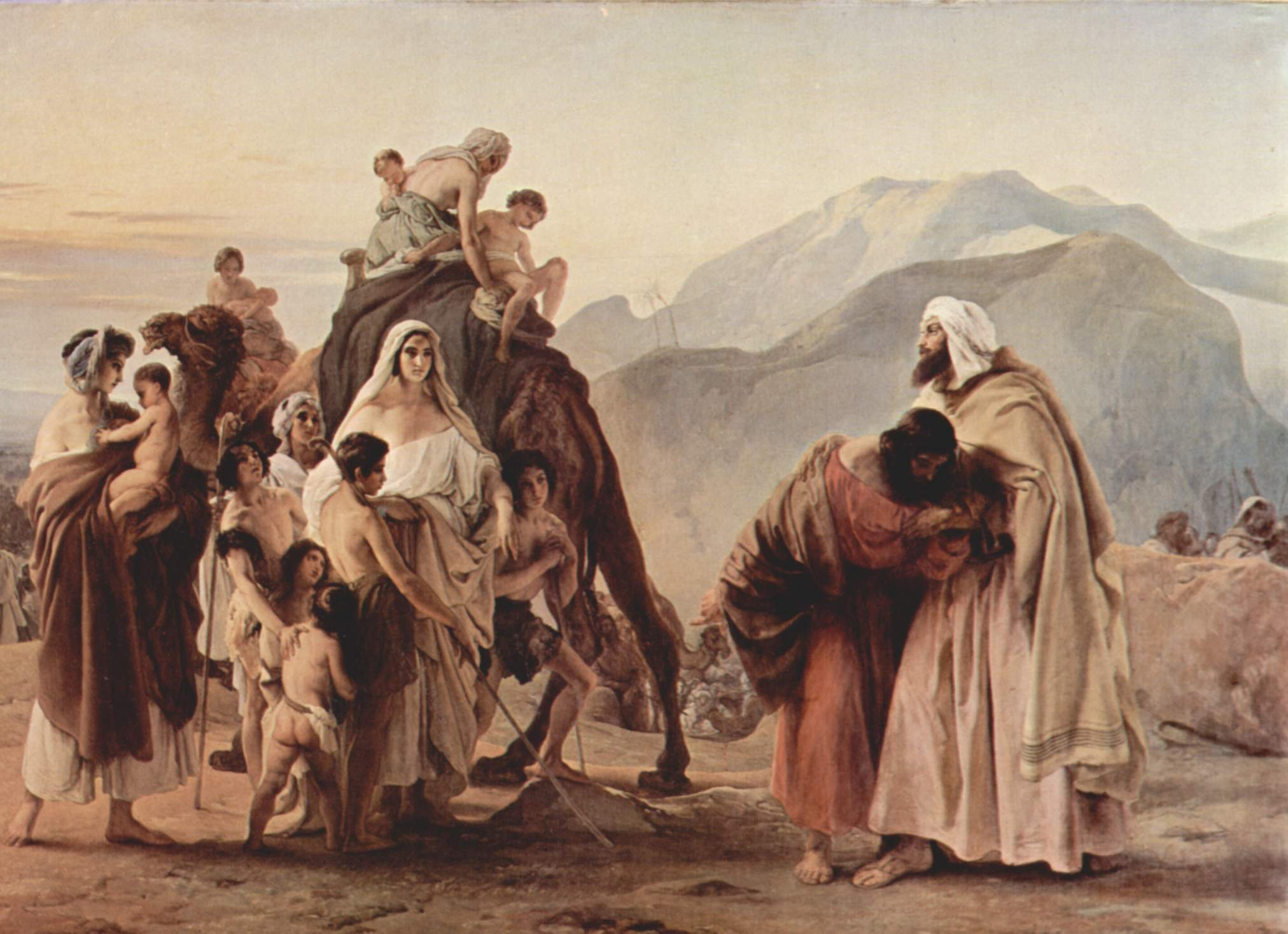
以掃和雅各的會面
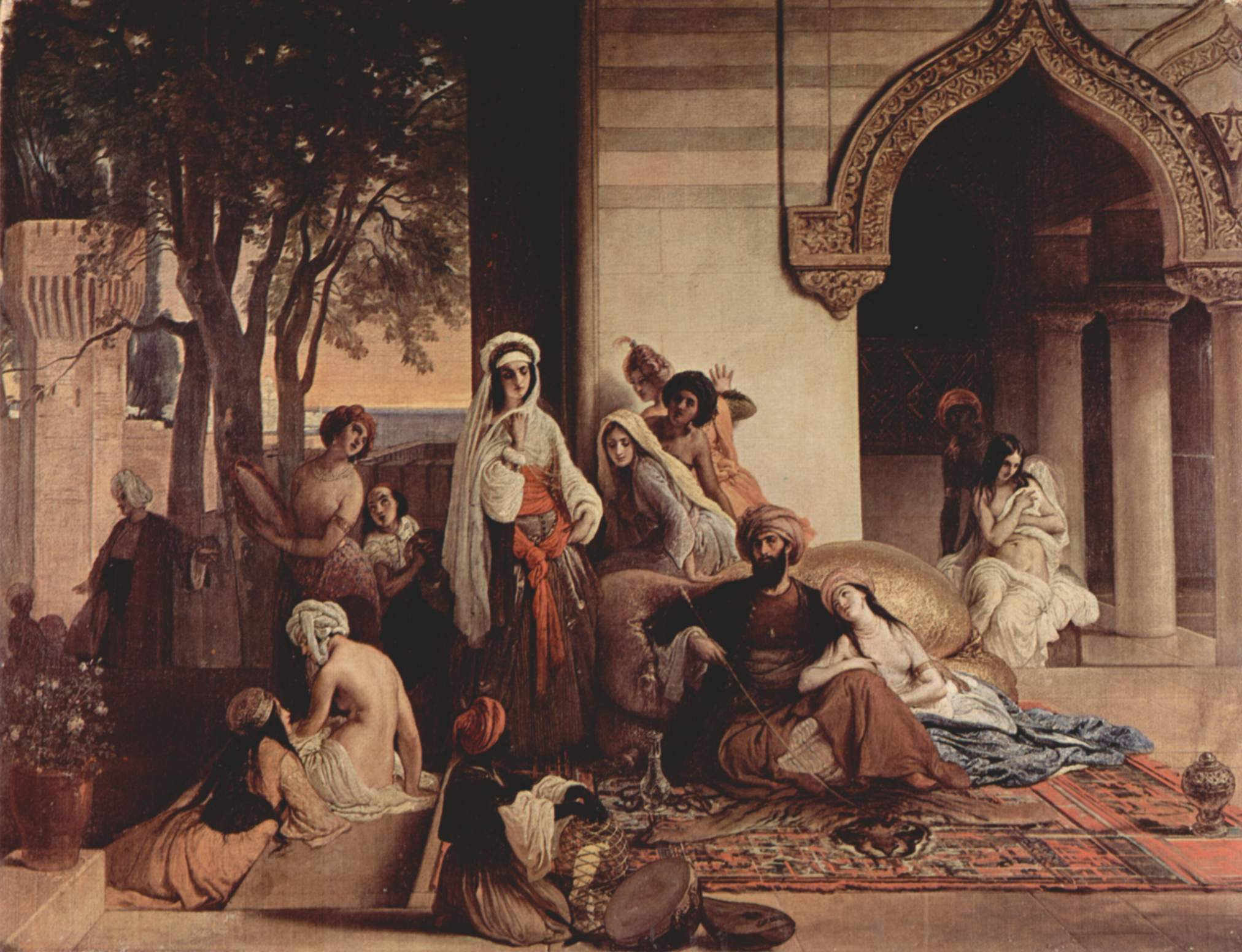
後宮新寵
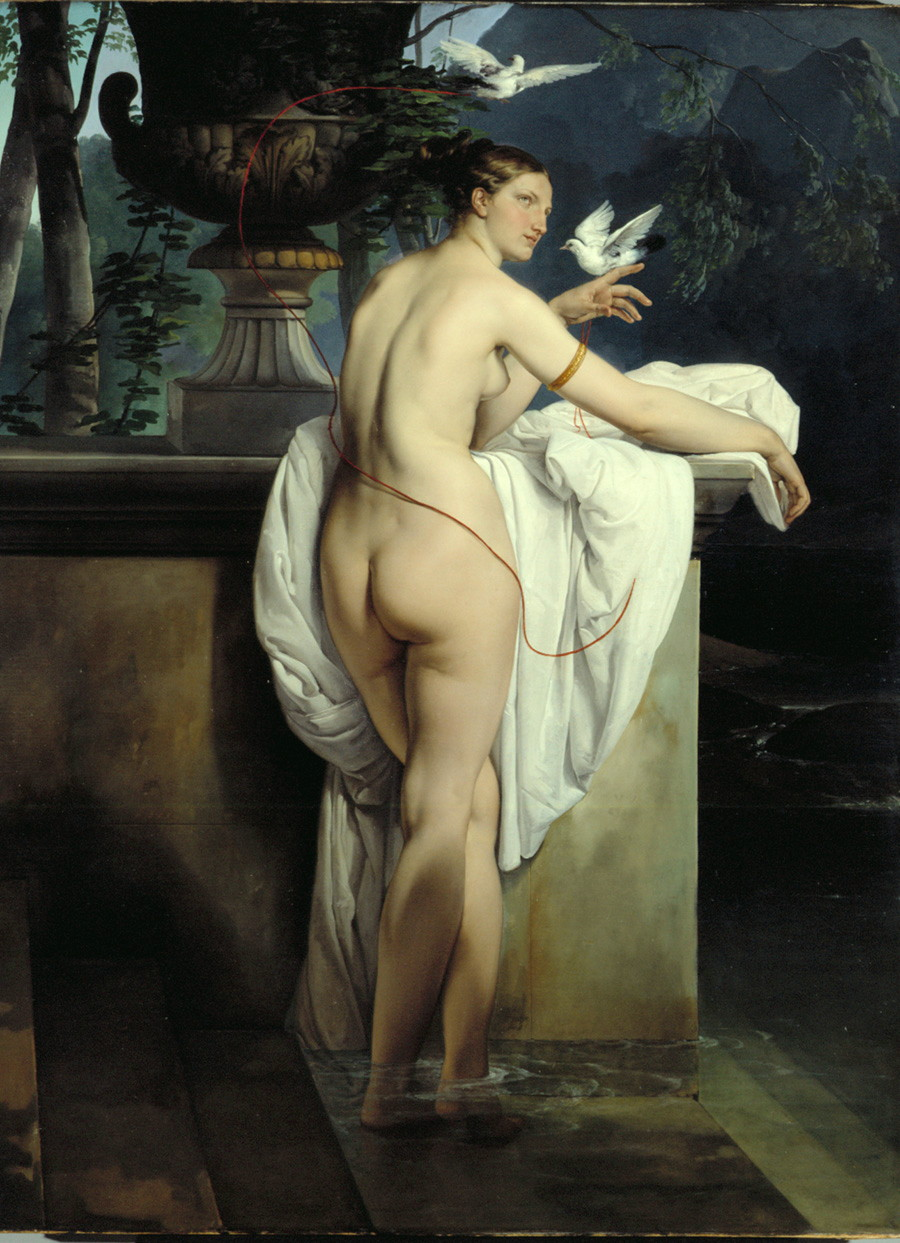
芭蕾舞女演員卡洛塔·夏伯特飾演維納斯（1830）
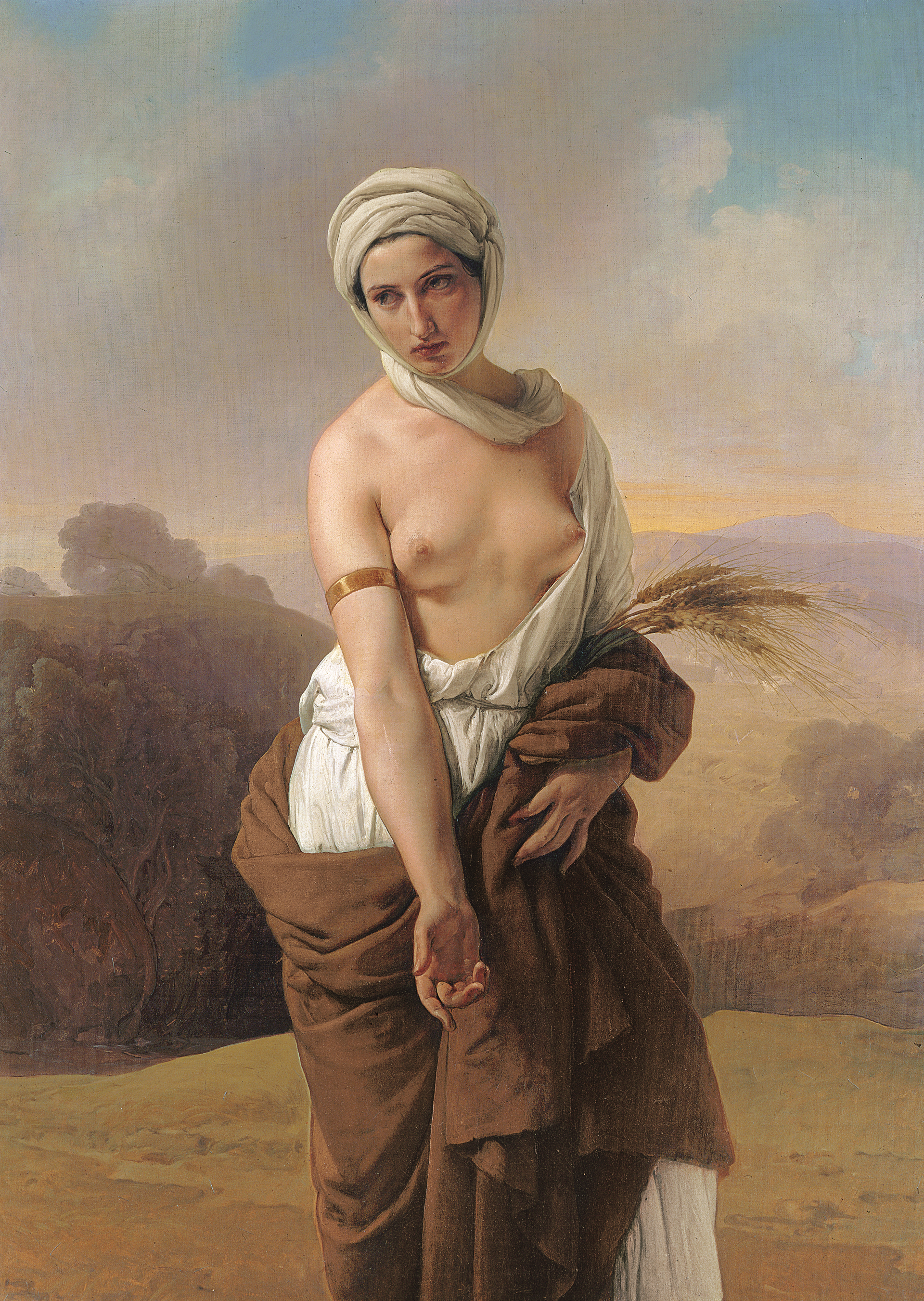
路得（1835, 博洛尼亞市政廳）
宮女（1867）
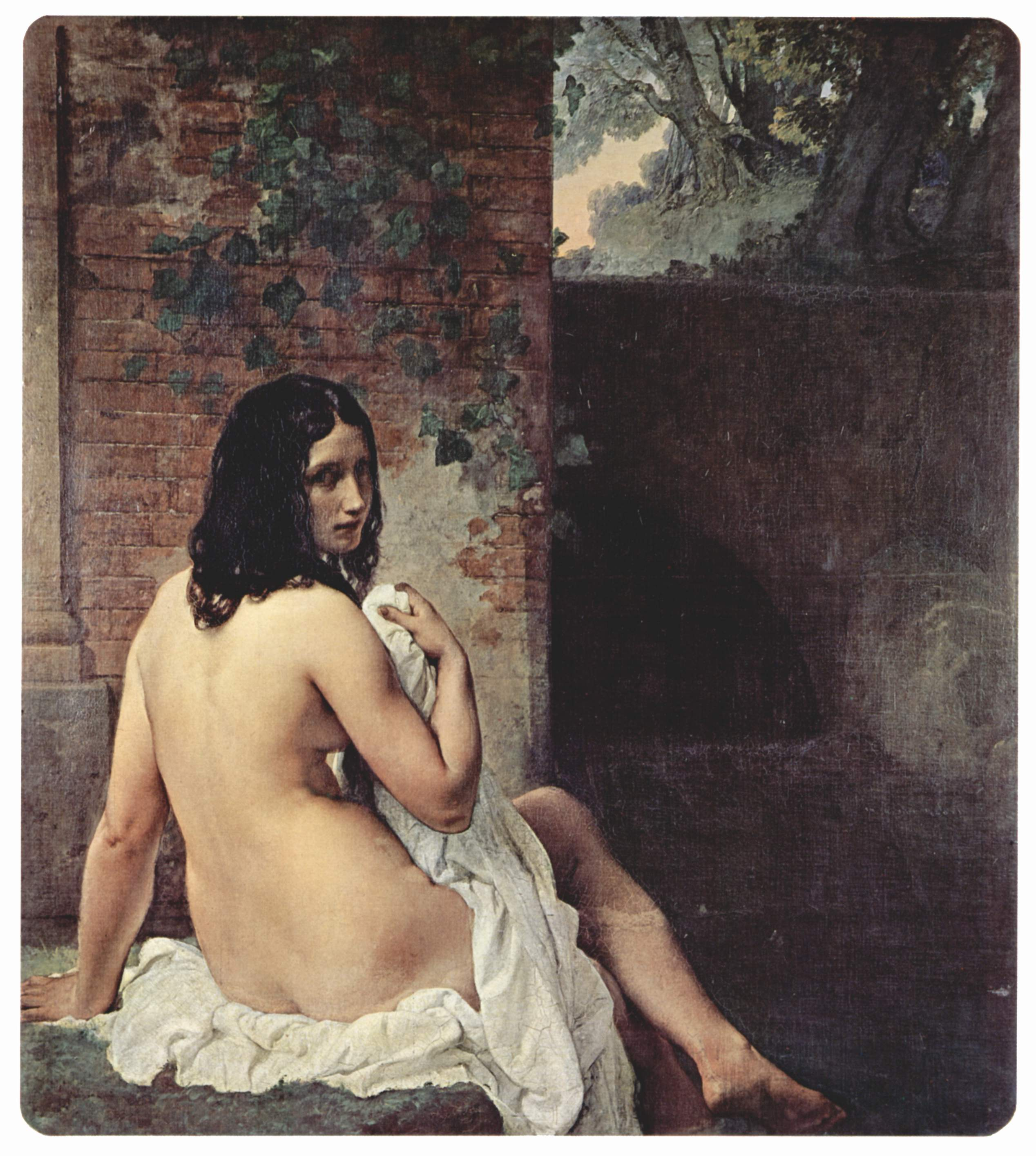
蘇珊娜在她的浴室（1859）
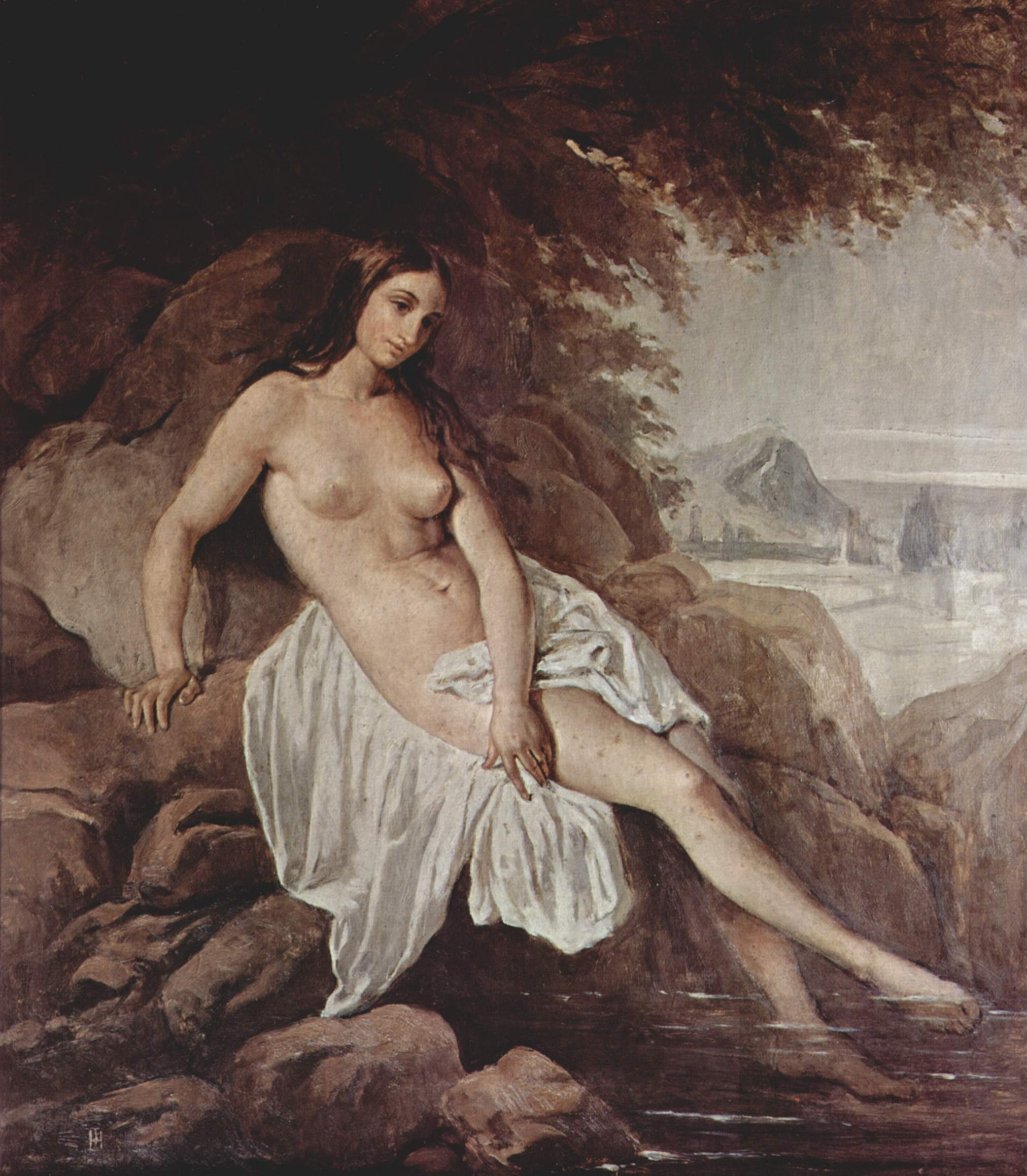
裸體沐浴者
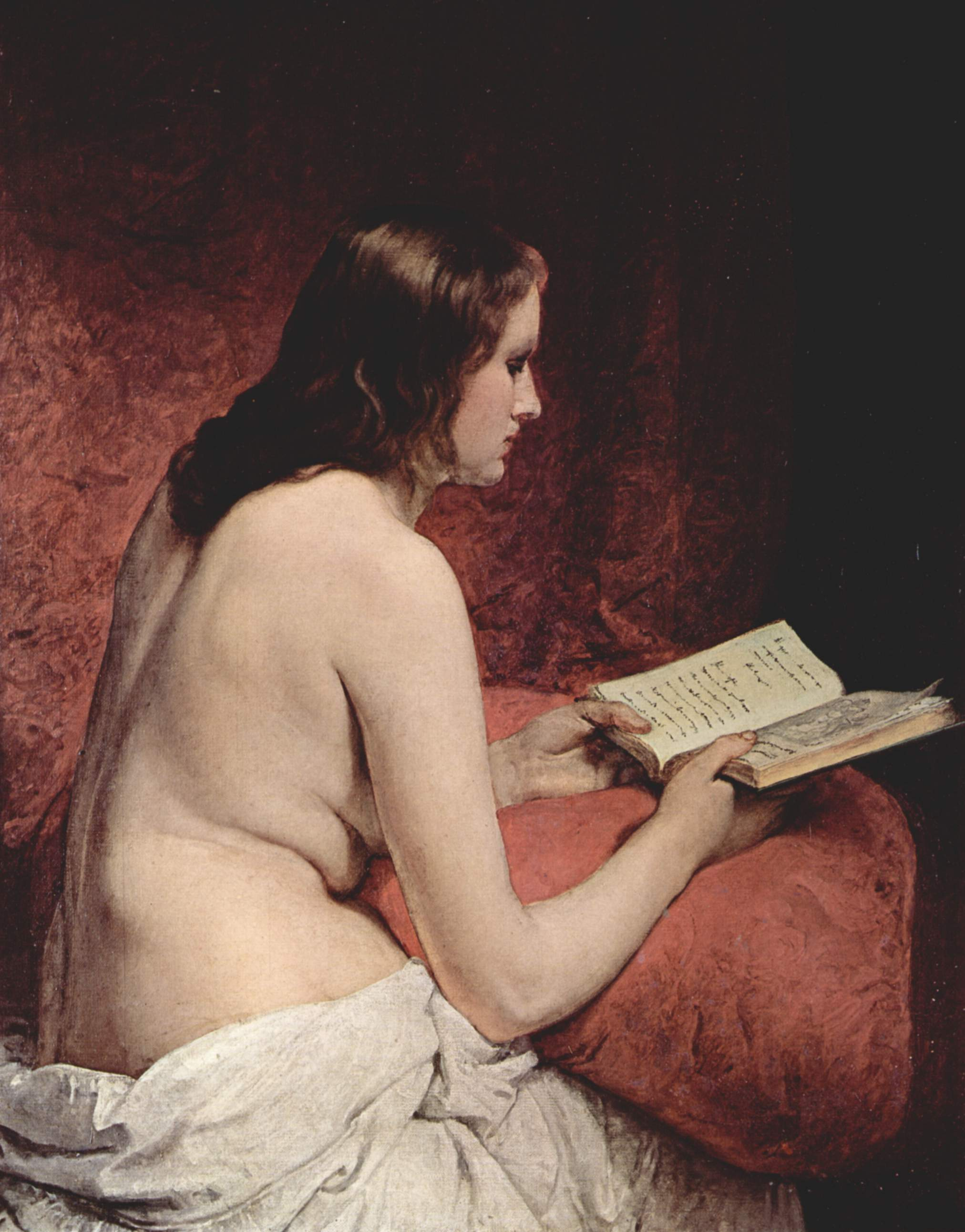
宮女與書（1866）
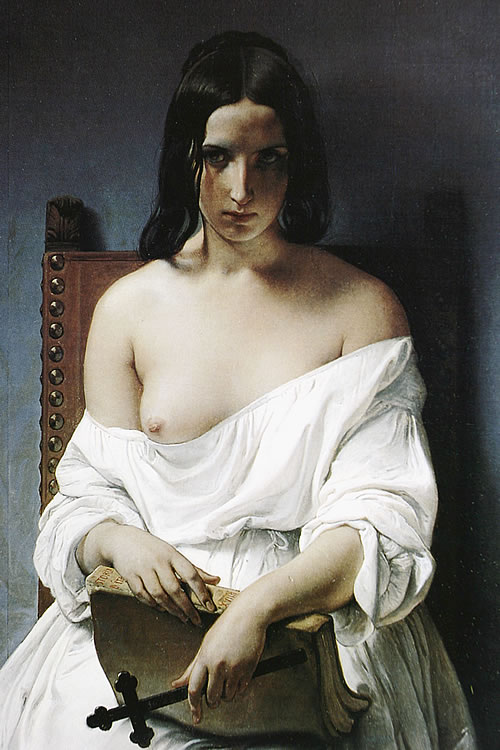
冥想（1851）
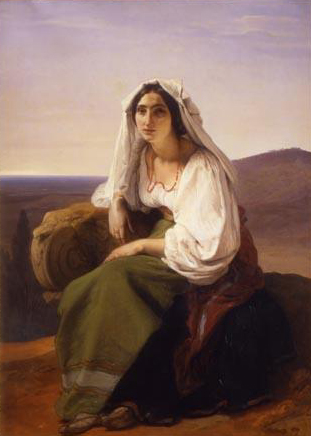
乔恰拉
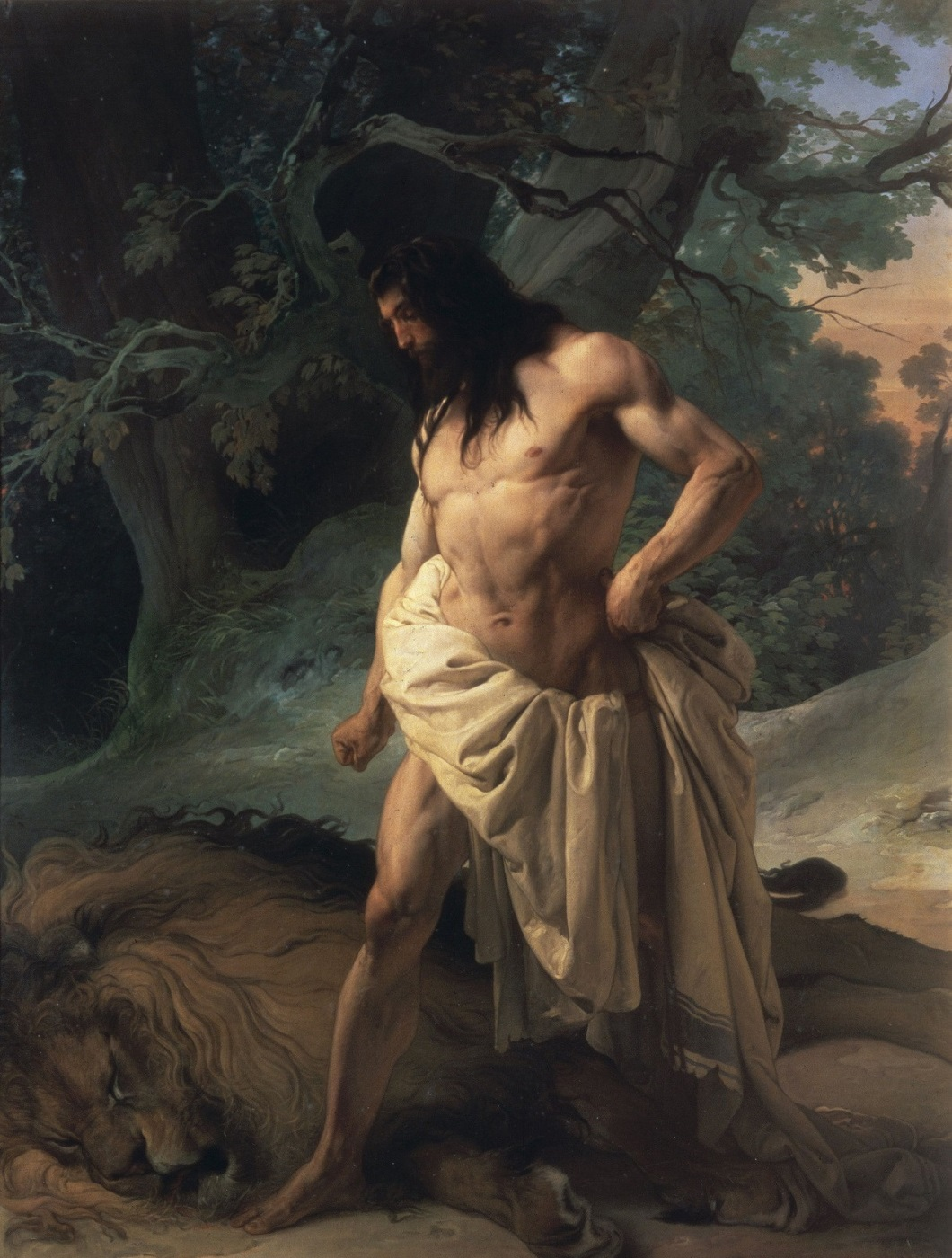
參孫和獅子（1842）
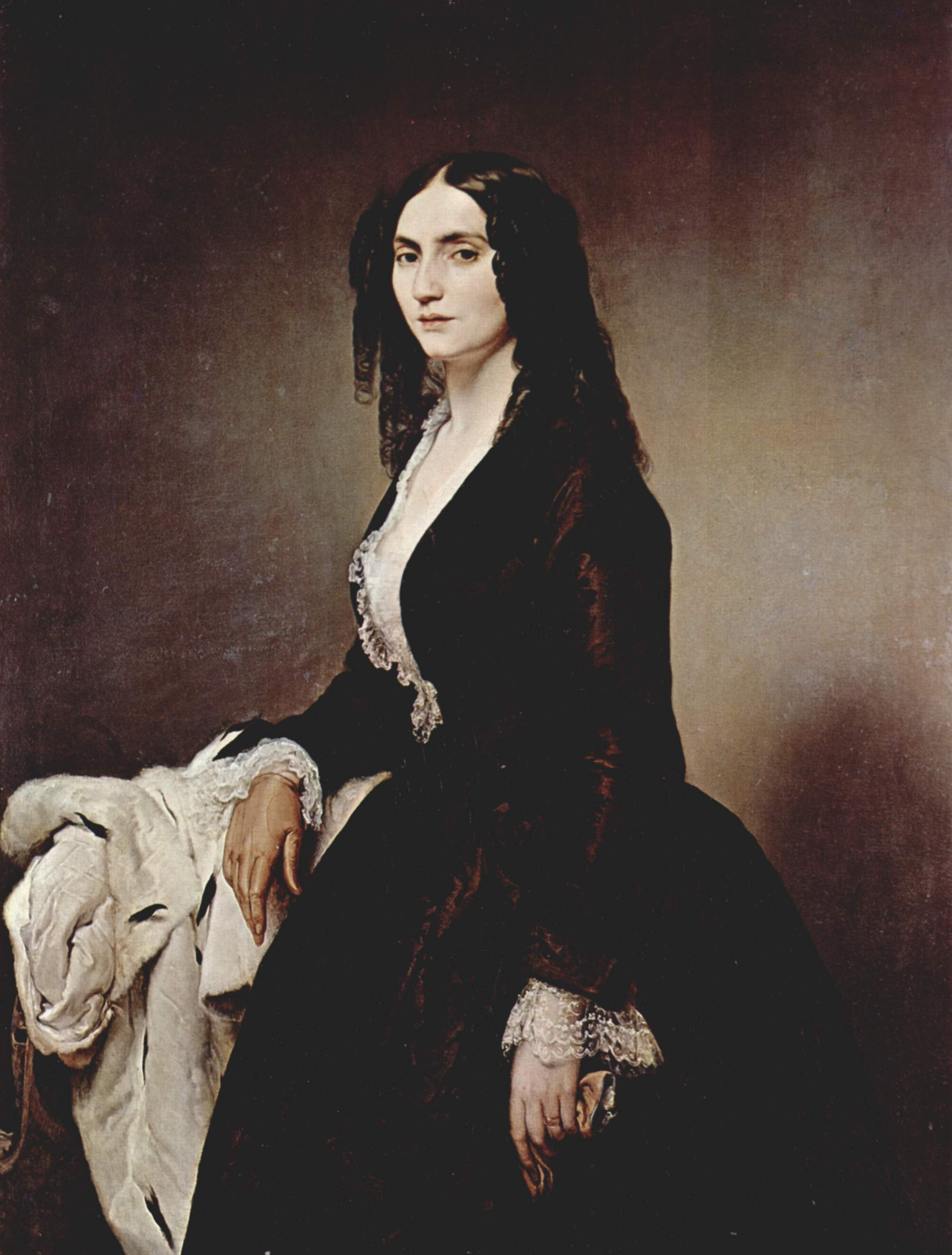
马蒂尔德·朱瓦-布兰卡（1851）
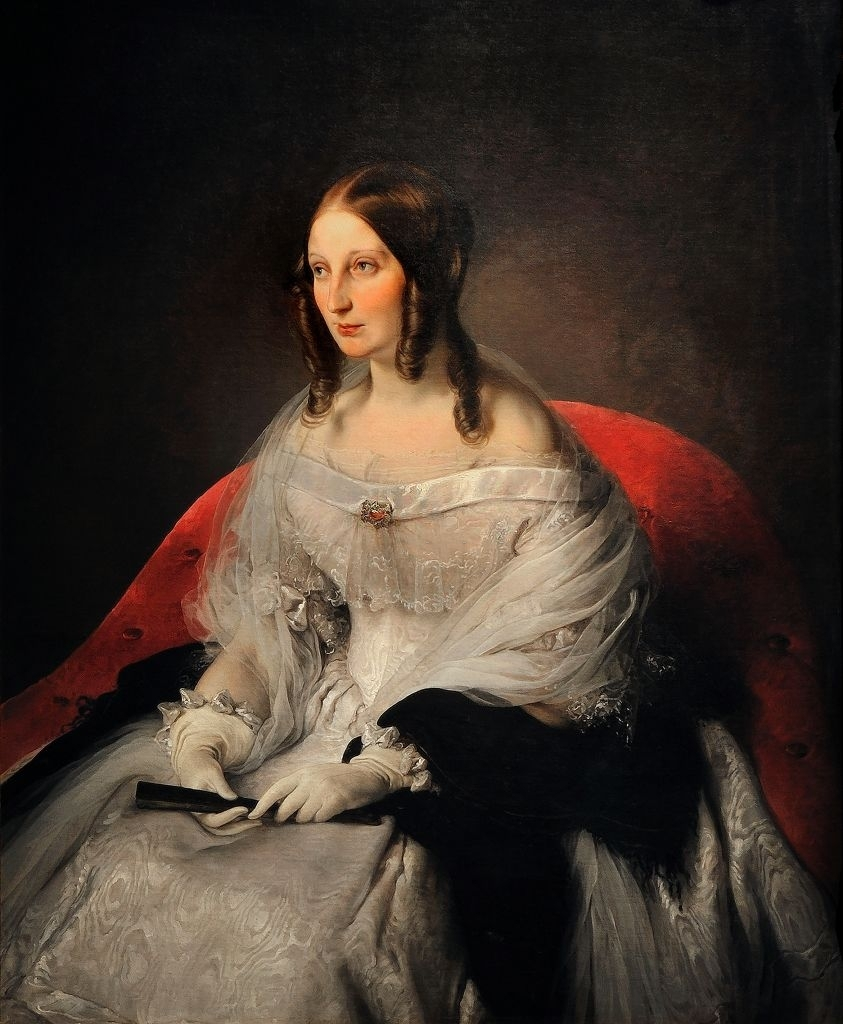
圣安蒂莫公主（1840–1844）
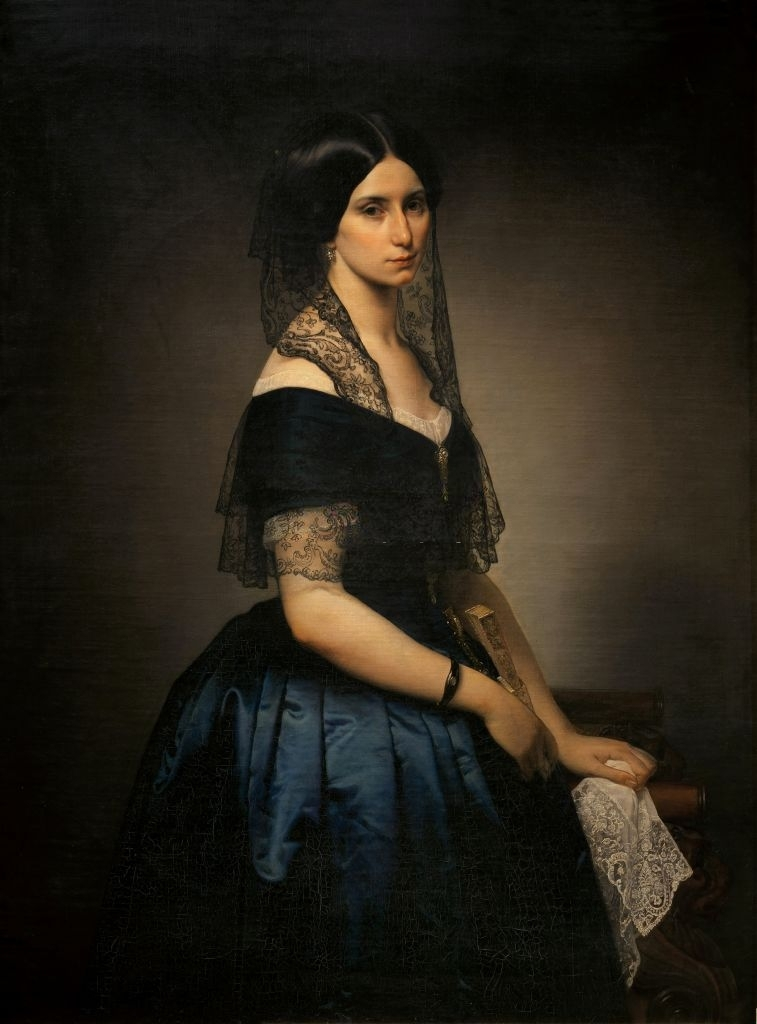
安东尼埃塔·塔西斯·巴西利科（1851）
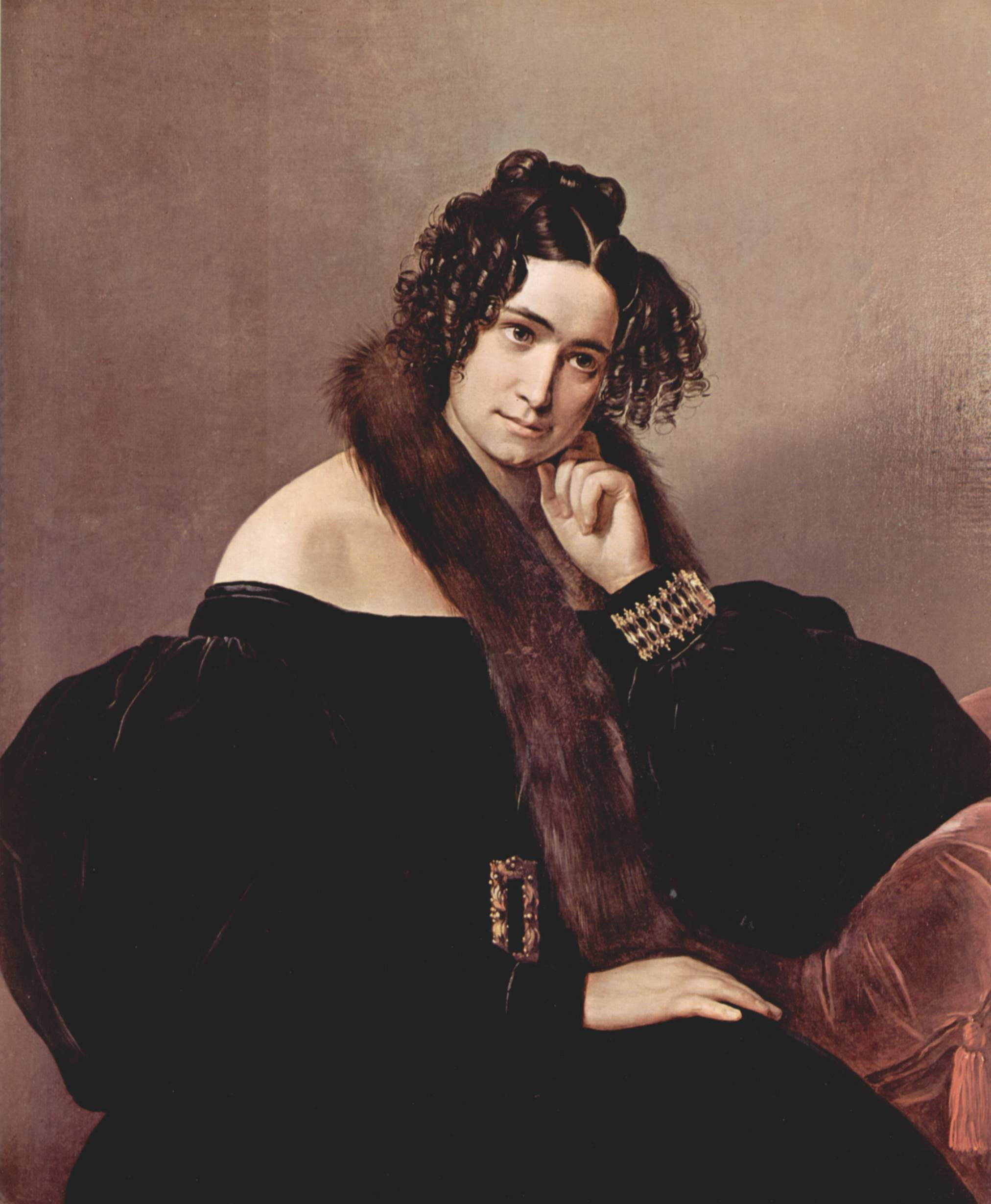
来自克雷姆纳戈的费利西娜·卡利奥·佩雷戈（1842）
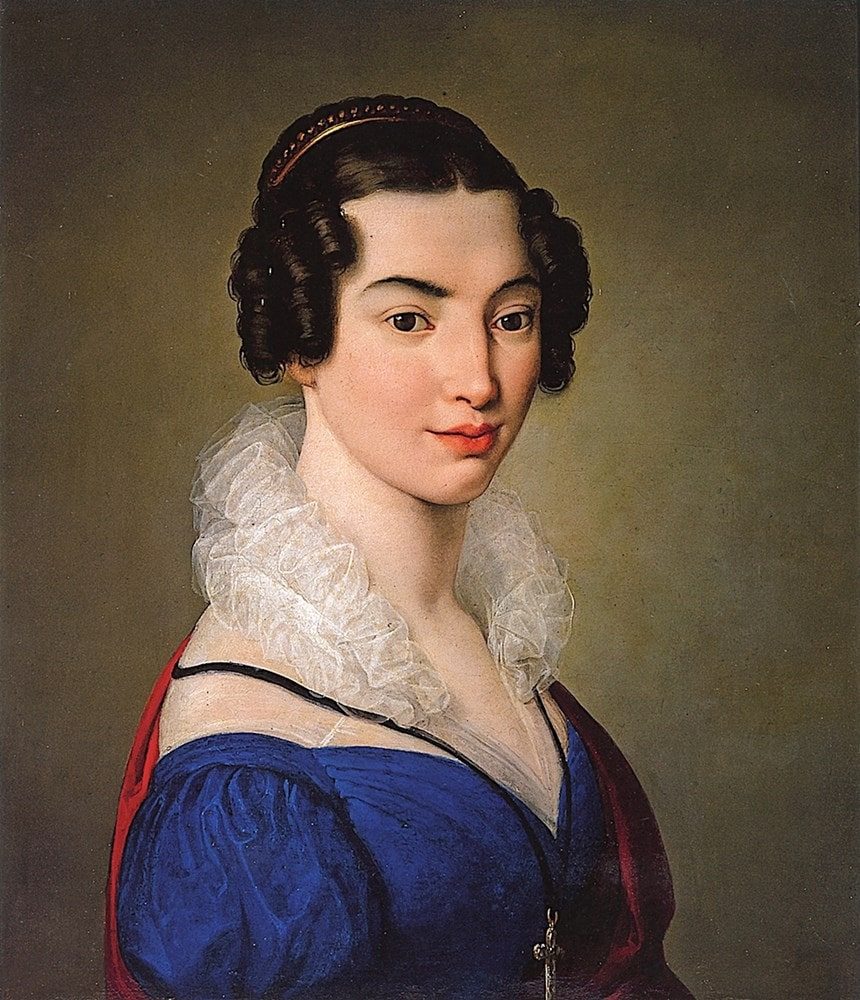
安东尼埃塔·维塔利·索拉（1823）
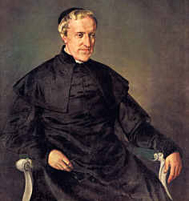
安東尼奧·羅斯米尼的肖像（1835）
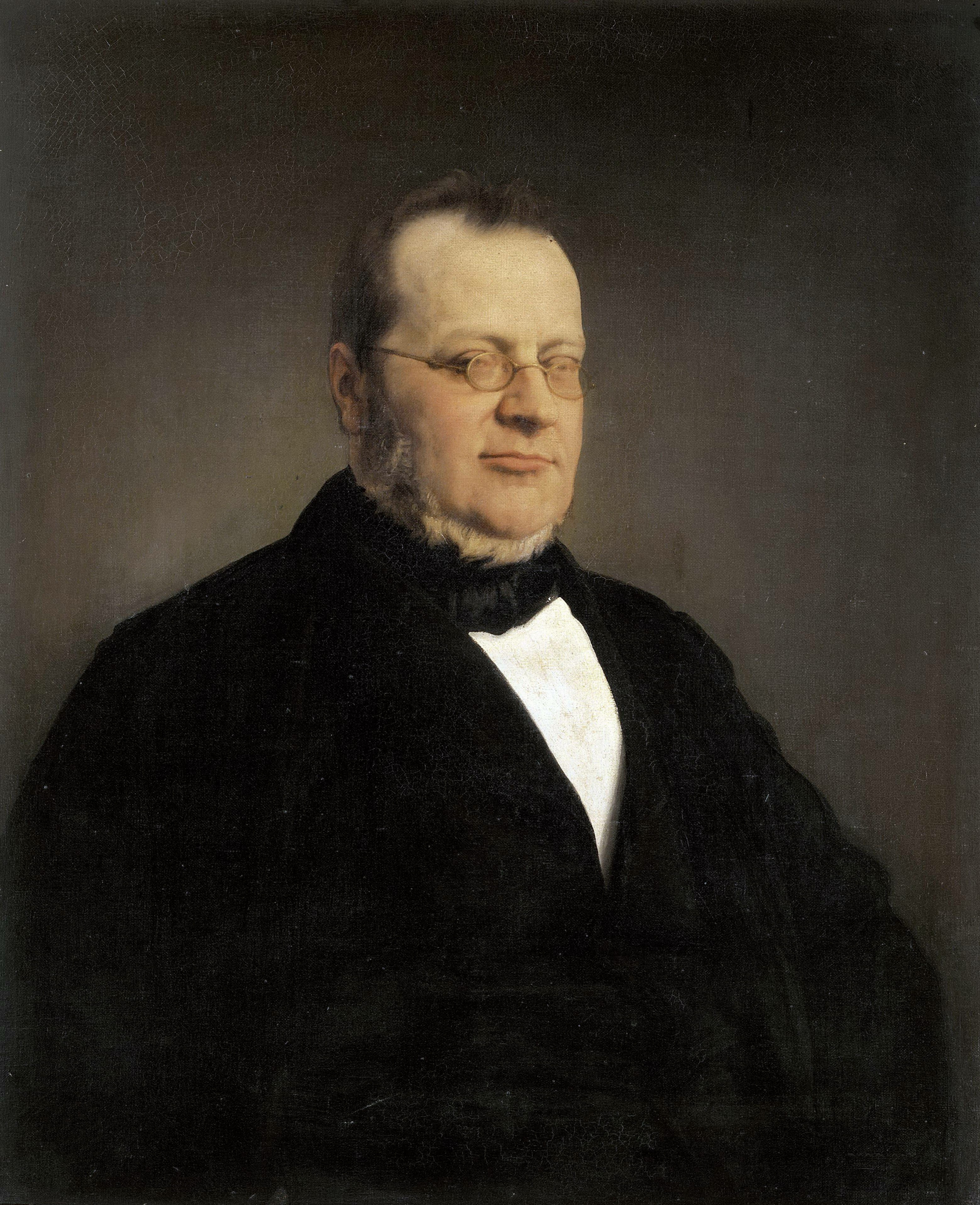
卡米洛·本索，加富尔伯爵（1864）
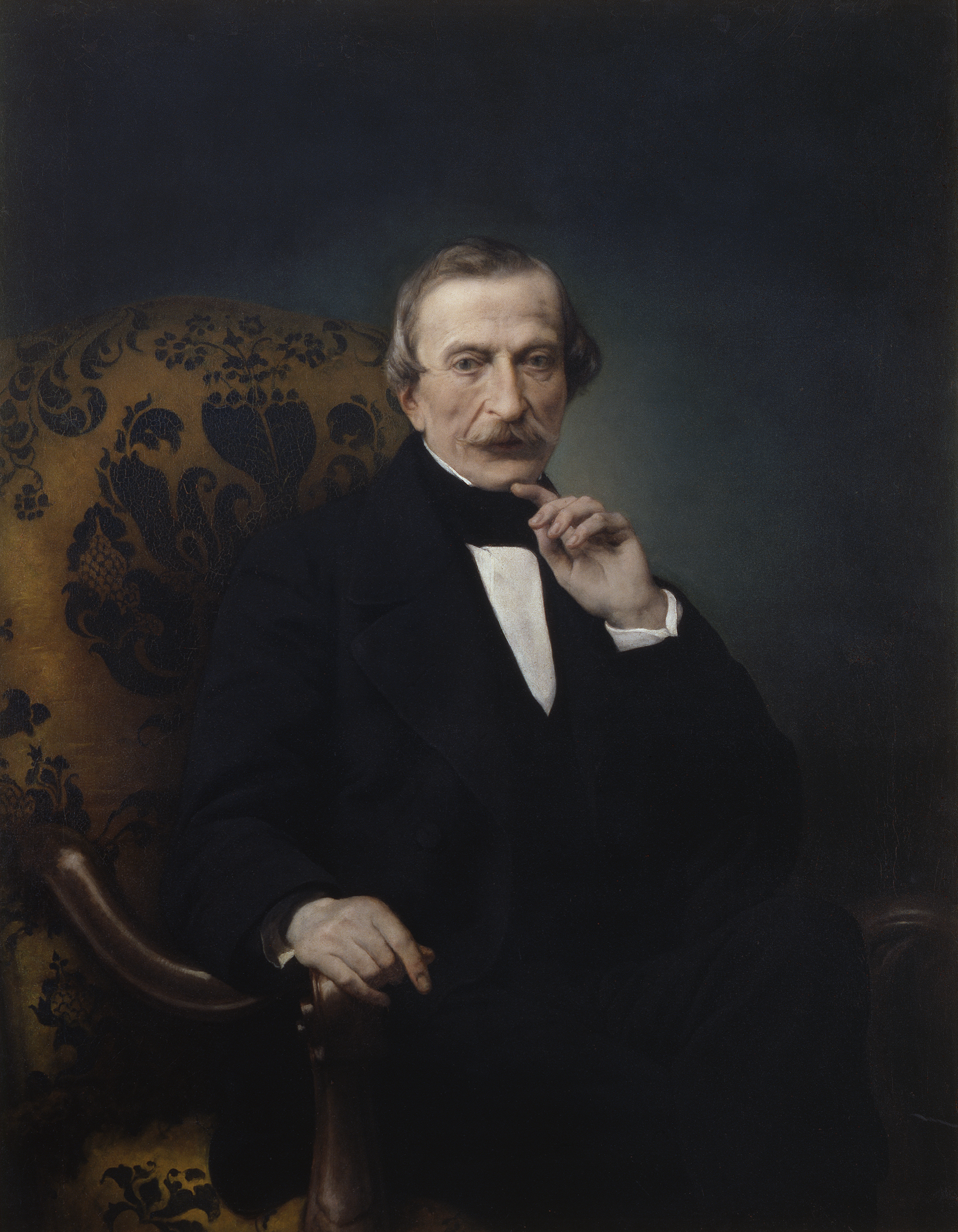
马西莫·达泽利奥的肖像（1860）
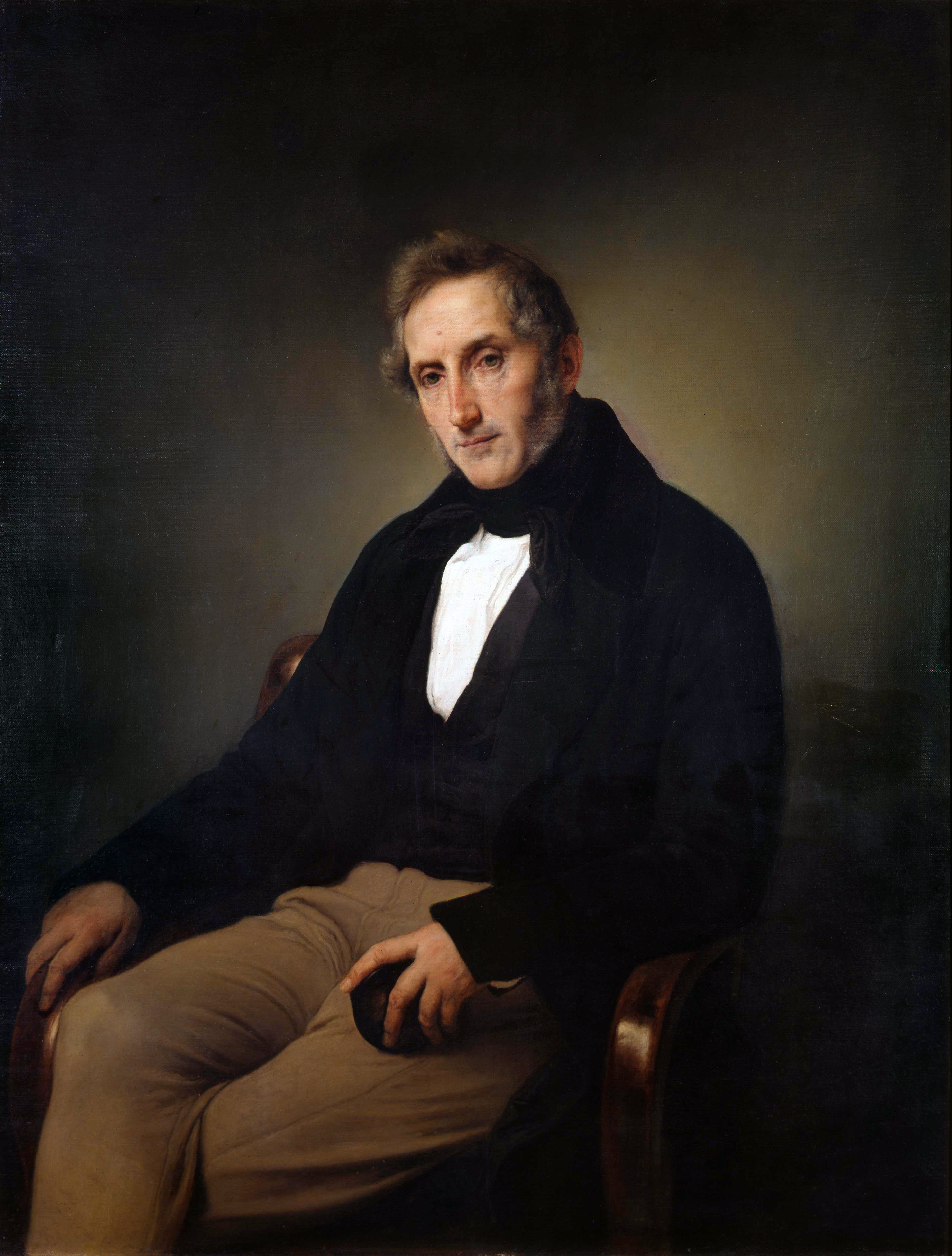
亚历山德罗·曼佐尼的肖像（1841）
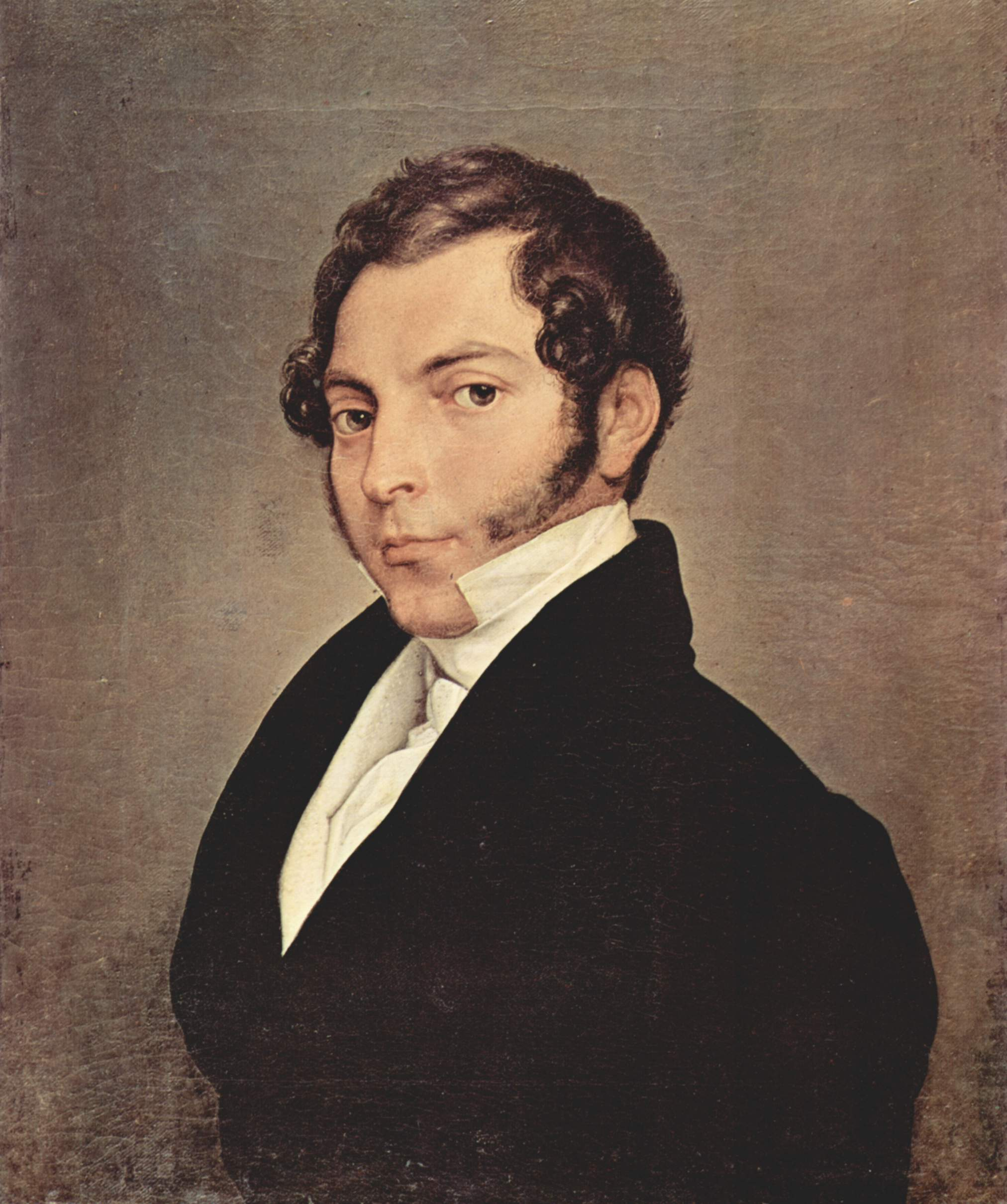
康特·尼尼的肖像（1823）
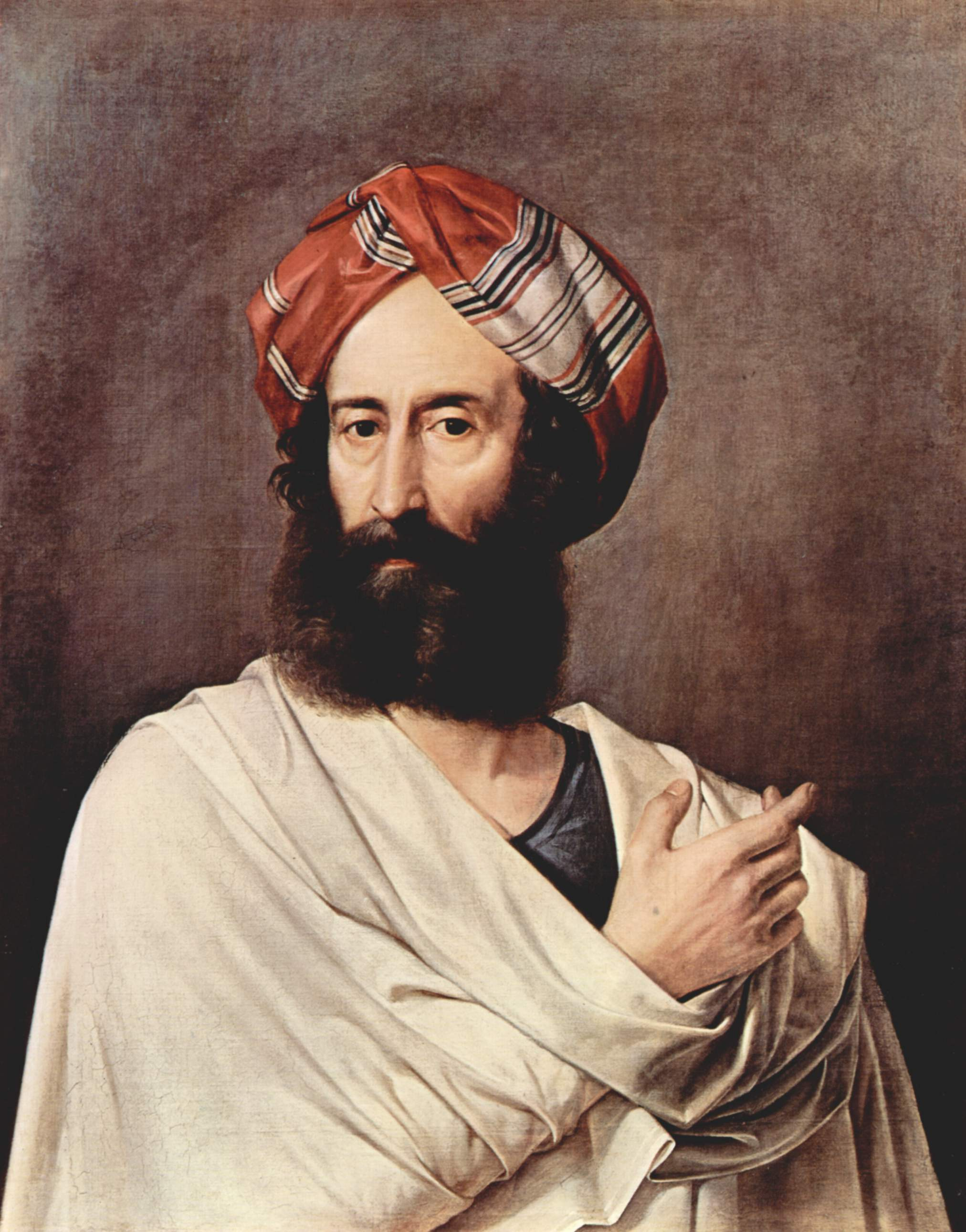
利未人以法莲（1842–1844）
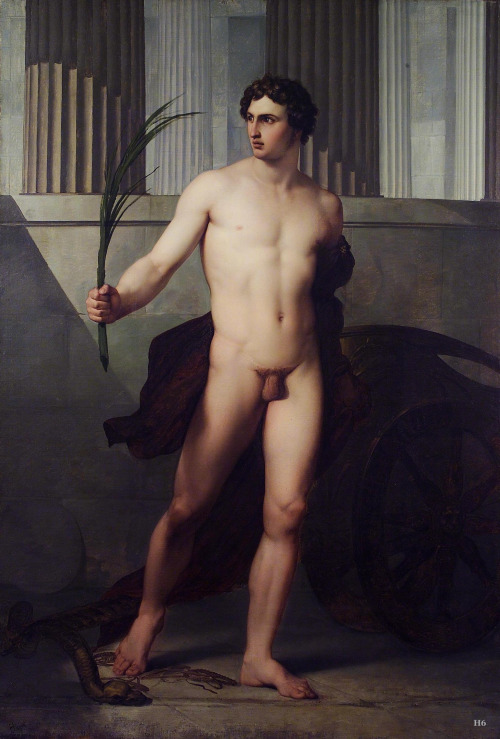
《胜利的运动员》（1813）
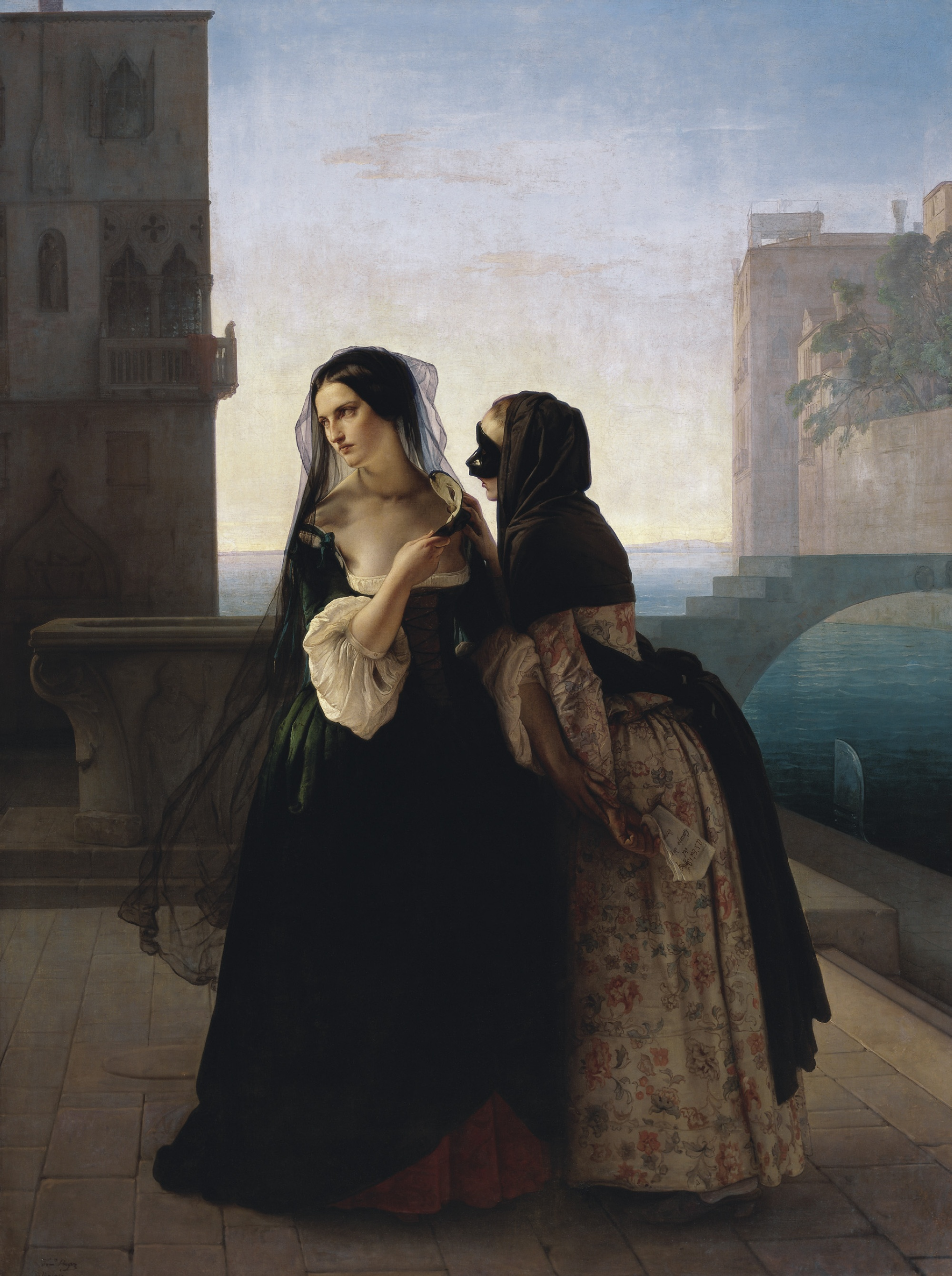
《复仇三联画：复仇誓言》（1851）
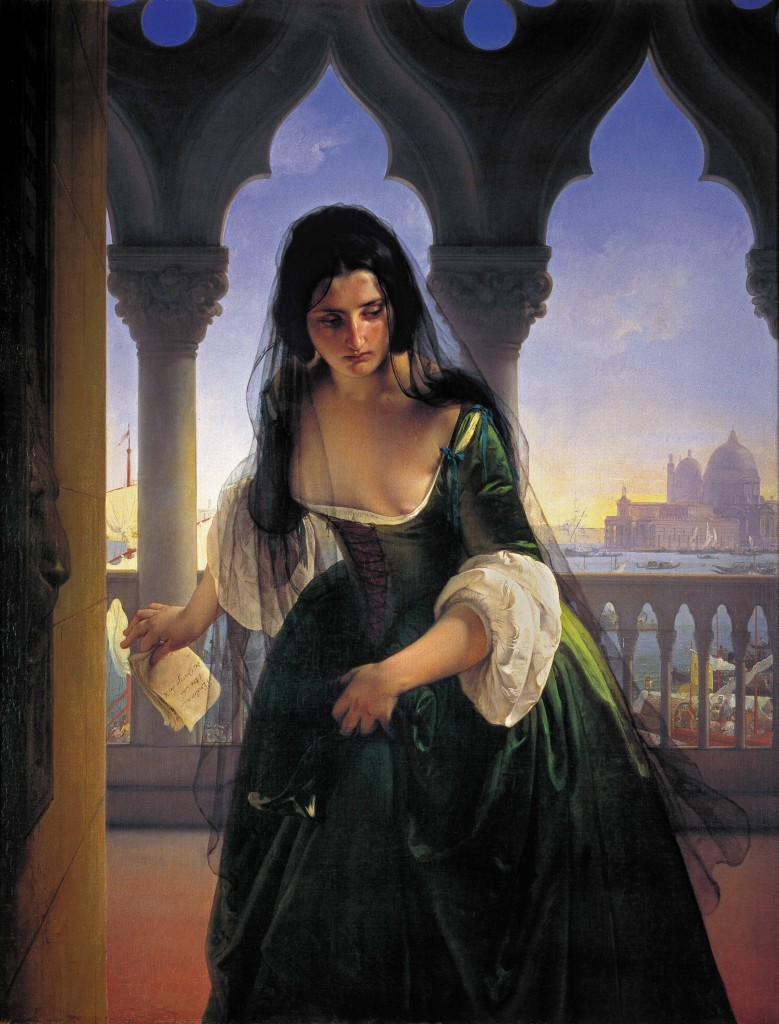
《复仇三联画：秘密指控》（1847–1848）
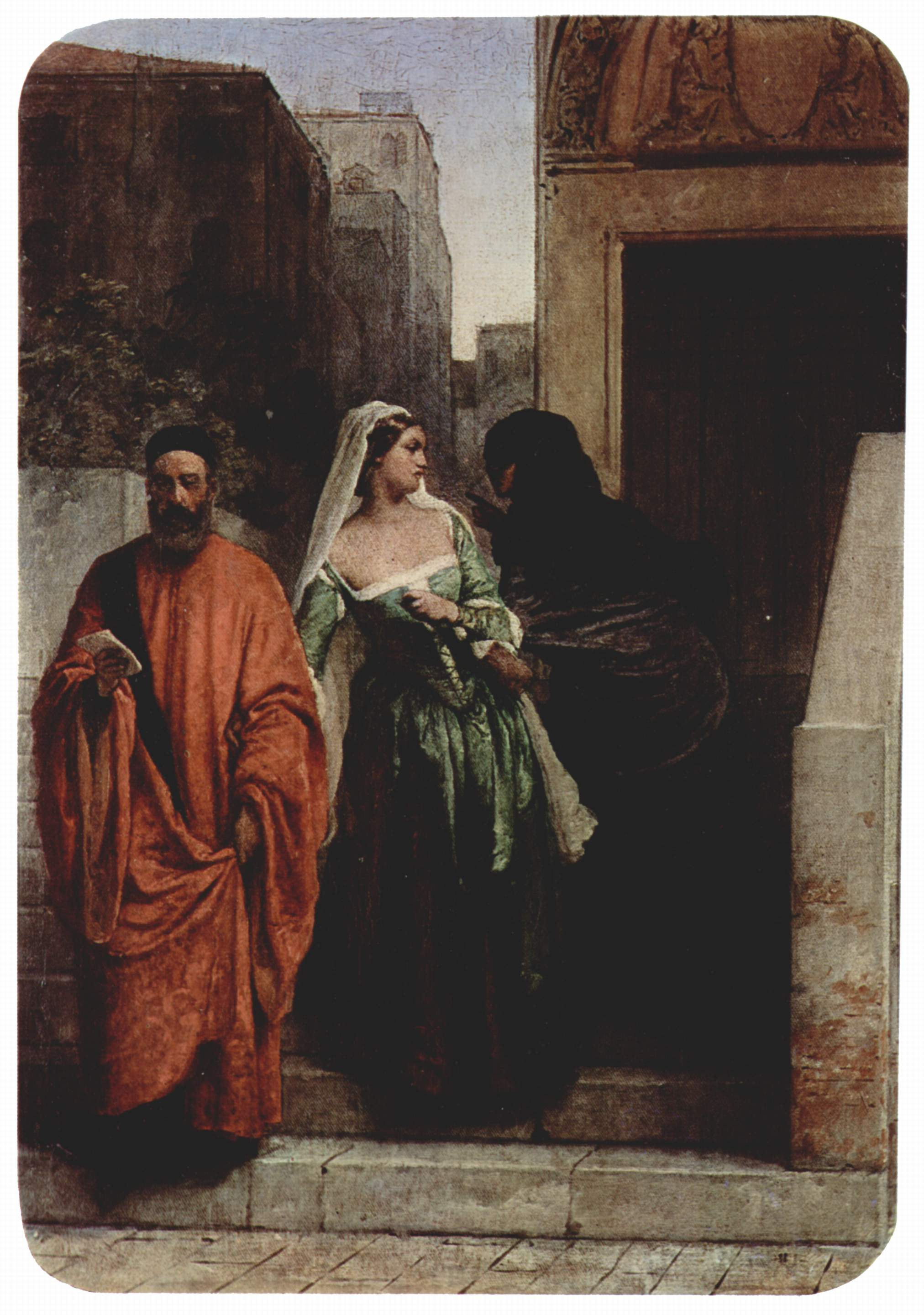
《复仇三联画：对手的复仇》（1853）

## 延伸阅读
- M. Albertario, Lettere dalla periferia dell'Impero. Enrico Banzolini e Francesco Hayez, in Musei lombardi a tre colori. Materiali tra arte e storia, Torino 2012, pp. 41–69.